# أحمد فضل القمندان
أَحْمَد فَضْل العَبْدَلِي (1881 - 1943) الملقب بالقُمِنْدان هو شاعر وملحِّن وعسكري يمني، ينتسب إلى أسرة «العبدلي» التي حكمت سلطنة لحج زمن الاحتلال البريطاني للجنوب اليمني. وهو أيضاً مؤرخ وباني نهضة زراعية في لحج، وهناك من يطلق عليه صفة الفقيه. شارك في تأسيس نادي الأدب العربي في عدن في 1925 وكان مضطلعاً بنشاطاته، وتولى رئاسته في فترة من الفترات. والقمندان يعد من أشهر شعراء العامية في اليمن أجمع، ولأشعاره شعبية هائلة في لحج والمناطق المحيطة بها. وكملحن فهو يُعد مؤسس الغناء اللحجي الحديث، أحد الأساليب والأنواع الغنائية الرئيسية في اليمن إلى جانب الغناء الصنعاني والحضرمي. ومن أسباب شهرة الشاعر دخول الفونوجراف إلى عدن، فمهد له هذا الطريق إلى قلوب العاشقين للموسيقى والأغاني، غير أنَّ فنّه لقي الكثير من المنافسة من الأغاني الهندية والمصرية التي انتشرت في تلك الفترة، ولم يكن هذا العائق الوحيد أمام انتشار أغانيه فقد أصدر عدد من فقهاء عدن ولحج فتاوى يحرمون فيها الغناء والموسيقى ويذمون أصحابه، ومن هؤلاء من خصَّ أغاني القمندان بالتحريم، وإن لم يكن لها ضرر كبير على انتشار أغانيه. ويُنظر حالياً إلى القمندان كجزء من النهضة الثقافية والأدبية التي شهدتها عدن مع بدايات القرن العشرين، وساهم فيها فقد أخذ على عاتقه بناء العديد من المدارس والمنتديات الأدبية، وكان صديقاً للأديب اليمني العدني محمد علي لقمان المحامي. وأحياناً يوصف القمندان بأنه مغن، إلا أن هذا الرأي غير منتشر ويلقى معارضة شديدة.
وللقمندان ديوان واحد فقط، وهو «المصدر المفيد في غناء لحج الجديد»، ويضمُّ تقريباً جميع القصائد التي قام بتأليفها حيث يحتوي على 90 قصيدة من أصل 95 منسوبة إليه. ويشتهر القمندان كشاعر شعبي، إلّا أن لديه بعض من الأعمال والقطع النثرية، ولعلّ أهم ما كتبه في النثر هو كتابه الذي يؤرخ فيه عدن ولحج تحت الاستعمار البريطاني «هدية الزمن في أخبار ملوك لحج وعدن»، وكتب في النثر أيضاً كُتَيِّباً صغيراً أسماه «فصل الخطاب في إباحة العود والرباب» وفيه يدافع عن الغناء بحجج وبراهين فقهية ويقتبس من فقهاء مشهورين دافعوا عن الموسيقى باعتبارها مشروعة في الشرع الإسلامي. وإلى جانب هذا فله عدد من المقالات نشرت في مقدمة ديوانه المطبوع في 1938، ومقالات أخرى نشرها في صحيفة فتاة الجزيرة التي كانت تصدر في عدن.
انتشرت أغانيه التي قام بتأليفها - لا غنائها - انتشاراً واسعاً في لحج وعدن والمناطق المحيطة في فترة الثلاثينيات والأربعينيات. وأولى الأغاني التي سُجلت كانت «البدرية» و«تاج شمسان» و«همهم على الماطر حبيب نشوان» قامت بتسجيلها شركتا تسجيل ألمانيتان «اوديون» وشركة «بيدافون» إضافة إلى شركة التسجيل «التاج العدني»، وقام بأداء الأغاني الفنانان من فرقة القمندان الموسيقية «فضل محمد جبيلي» و«مسعد بن أحمد حسين». واليوم يعد الشاعر من التراث اللحجي، ويعدُّ رمزاً من الرموز الثقافية والفكرية لمحافظة لحج ومدينة الحوطة ومن أبرز شعرائها وأعلامها.

## حياته

### العائلة

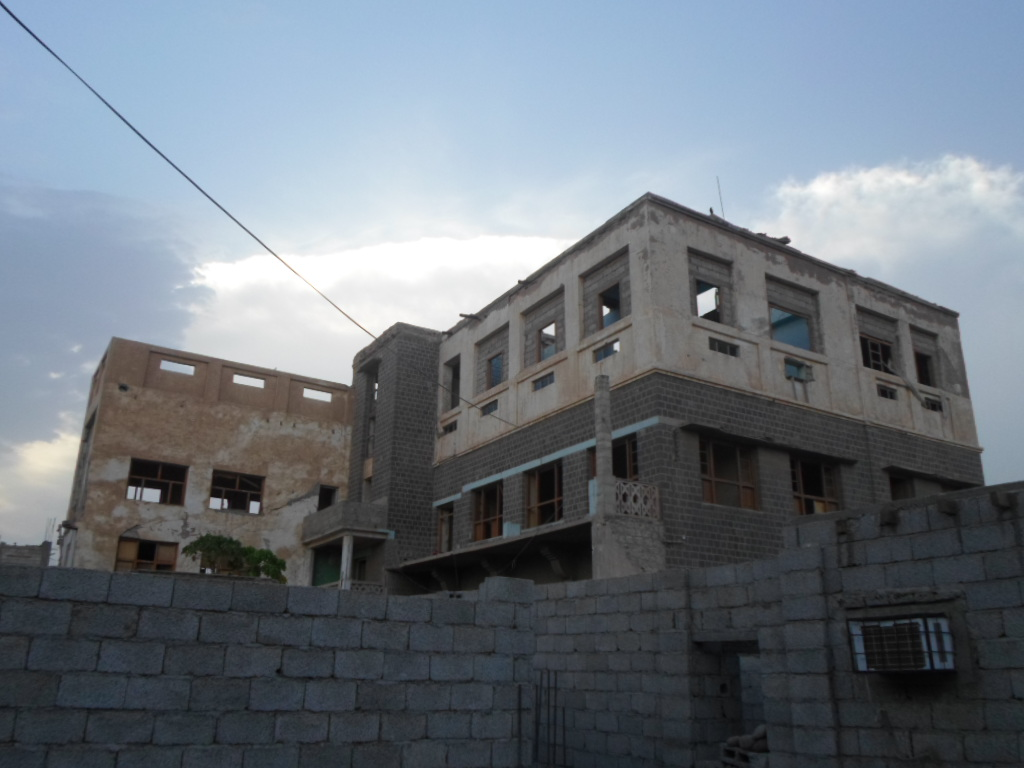
القصر الذي ترعرع فيه الأمير أحمد فضل العبدلي (القمندان) وعاش طفولته، وتلقى فيه مبادئ القراءة والكتابة. وهو قصر سلطان لحج، ويتكون من ثلاثة طوابق، تحيط به باحة تتقدمها بوابة مزخرفة. ومقارنة بما كانت عليه بيوت عامة الشعب في لحج في تلك الفترة، فهذا المسكن يعد في غاية الفخامة، وربما يرمز إلى الظلم الاجتماعي الذي تميز به عهد السلاطين

ولد الشاعر والأمير أحمد فضل بن علي بن محسن العبدلي في مدينة الحوطة عاصمة سلطنة لحج في ذلك الوقت وترعرع وعاش معظم حياته ودفن فيها، وكانت تربطه بها علاقة حميمة، وتؤرخ ولادته إلى عام 1302 في التقويم الهجري أي ما يوافق 1884 أو 1885 في التقويم الميلادي. وتذكر مصادر أخرى أن ولادته كانت في عام 1303 هـ، بينما يتحدث الشاعر عن نفسه ويقول أنه ولد في صباح يوم 15 شعبان من العام 1299 أي ما يوافق الأول من يوليو 1882. وتنحدر أصوله إلى عائلة العبدلي التي حكمت سلطنة لحج لمدة تفوق على 200 عام، حيث بدأ ظهورها في خضم الأزمات السياسية التي تلت انهيار الدولة العثمانية الأولى في اليمن، وبرزت للسلطة في لحج وعدن كمشيخة في ثلاثينيات القرن الثامن عشر، وكانت سلطنة العبدلي إحدى المتحالفين مع الاستعمار البريطاني في الجنوب اليمني وأصبحت مع بداية القرن التاسع عشر جزءاً من محمية عدن. أمّا عن الأصول القبلية لعائلته، فبينما ينسب شرف الدين حسين بن حسين الرسي عائلة العبدلي في كتابه «السيرة المنصورة» إلى قبائل لحج وما جاورها، فإن القاضي حسين العرشي يرجعهم إلى أرحب شمال صنعاء، وكذلك الإمام يحيى حميد الدين عندما نسب العبادل إلى بكيل في رسالة أرسلها إلى سلطان عبدلي. وفي كتابه «هدية الزمن في أخبار ملوك لحج وعدن» يرفض الأمير أحمد فضل القمندان هذه الادعاءات بعنف، ويعرض صوراً لوثائق ترجع العبادل إلى قبيلة كَلد وهي إحدى قبائل يافع، وعلى أية حال فإن العبادل قد انقطعت علاقتهم بأصولهم القبلية منذ فترة وأصبحت تعرف لحج بأرض العبادل وأصبح العبادل ينسبون إليها.

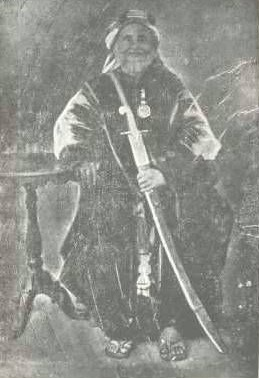
فضل بن علي محسن

والده هو السلطان فضل بن علي محسن الذي حكم السلطنة في فترتين، الأولى عندما تولى الحكم في 1862 وبعدها بعام واحد في 1863 تنازل عن الحكم لعمه فضل بن محسن فضل بسبب نزاع في العائلة حول الحكم، والفترة الثانية حكم فيها 11 سنة من 1874 وحتى وفاته في 1898، وفي خلال فترة حكمه هذه لم ينازعه أحد في الحكم مثلما حدث في المرة الأولى، وكان هو الذي باع مدينة الشيخ عثمان للحكومة البريطانية في عدن، وفي عهده ضُمَّت بلاد الصبيحة إلى السلطنة ولكنها انفصلت عنها لاحقاً، وساد جو من التوتر بين العبادل وقبيلة العقارب. في كنف والده ترعرع أحمد فضل القمندان، وذلك حتى وفاة والده عندما كان يبلغ عمر القمندان حينها تقريباً 14 عاماً، ويتحدث الشاعر عن والده فيقول: «كان يحب العلم والعلماء، ويكثر من مجالستهم، وكان في بادئ الأمر يحضر إلى جامع الحوطة ويقعد في حلقة الطلبة كطالب علم، وبنى مدرسة للعلامة الشيخ أحمد بن علي السالمي من الأسلوم بلحج، وكان عادلاً طيب القلب إلى حد جعله موضع تندر خليفته السلطان أحمد. فعندما بيعت منطقة الشيخ عثمان على الحكومة البريطانية، حول السلطان فضل بن علي قيمتها إلى خزينة السلطنة، ولم يوزعها على أفراد العائلة الحاكمة...». وبعد وفاة والد القمندان تولى الحكم ابن عمّه أحمد بن فضل محسن العبدلي الذي امتدت فترة حكمه من 1898 وحتى 1914، وكان ابن عم والد القمندان هو الذي كفله وتحمّل رعايته بعد أن توفّي والده وفي فترة من الفترات زوّجه إحدى ابنتيه، وبعد أن توفّيت زوّجه الأخرى، وفي مذكراته يسمِّيه القمندان عمّاً له، وعندما بلغ القمندان التاسعة عشر نصبه عمه - السلطان أحمد فضل محسن - قائداً للجيش النظامي للسلطنة ويقول عنه القمندان: «لقد كان عمي السلطان أحمد فضل عالماً متبحراً جياشاً. وهذا ما فكر فيه واختارني لهذا المنصب الكبير»، وأخيه هو السلطان عبد الكريم فضل بن علي محسن الذي حكم من 1915 وحتى عام 1947. وفي عهده تولى القمندان قيادة الجيش للمرة الثانية، وكان للشاعر أخ شقيق آخر وهو «محسن» الذي اضطلع أيضاً في سلطة أخيه السلطان وتولى بعض المهام السياسية ومسؤلية الترقية.

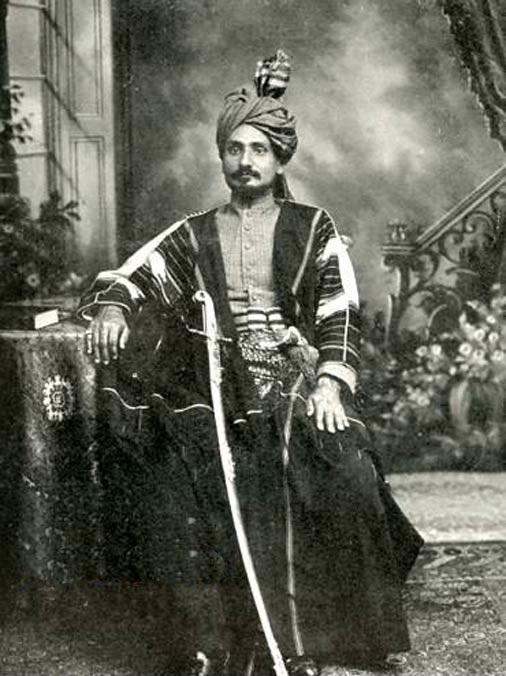
عبد الكريم فضل بن علي الثاني

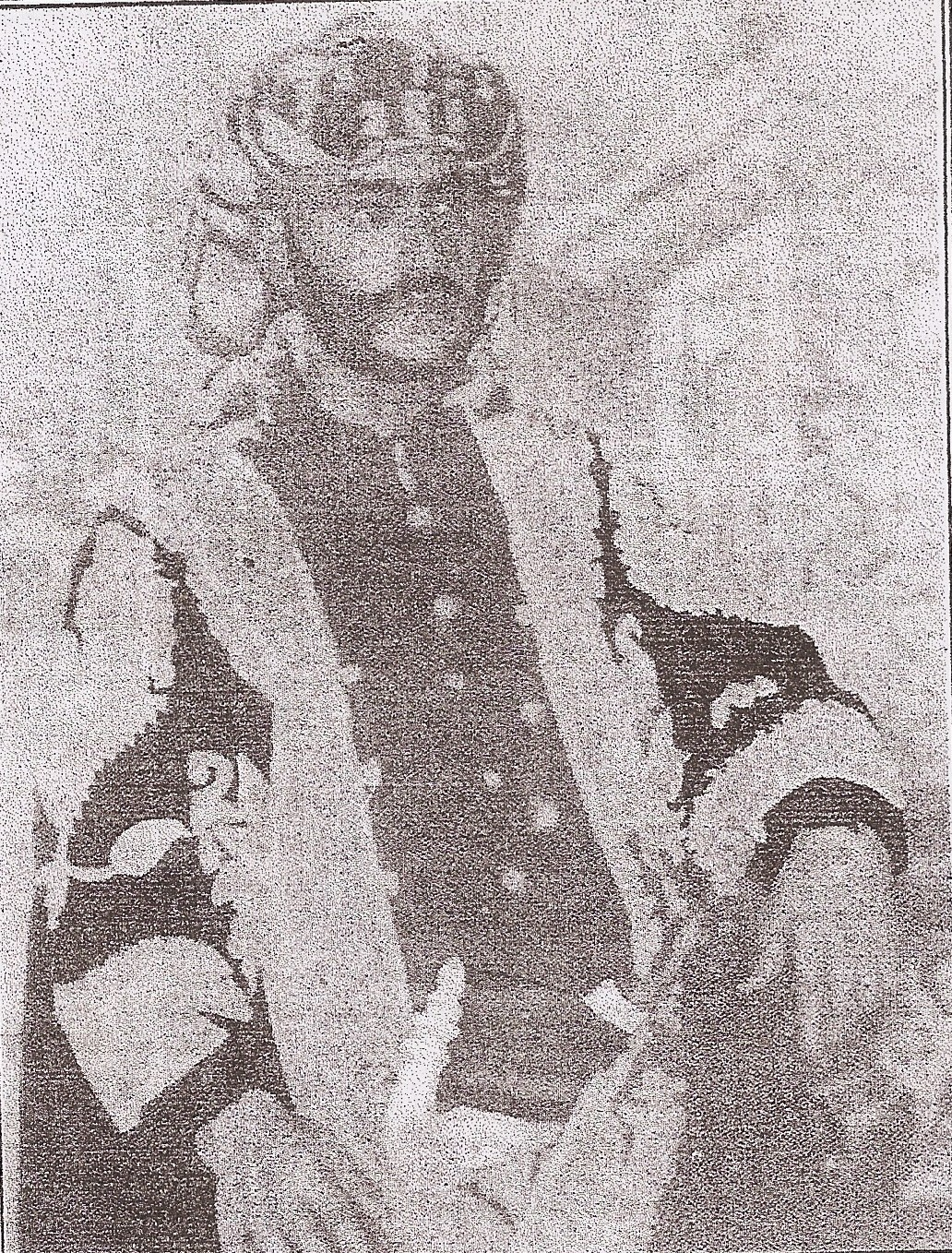
أحمد بن فضل محسن

كانت عائلة القمندان تمتلك أراض زراعية واسعة منها ما ملكته بالإرث وأخرى عن طريق شرائها من مالكيها، وباعتبارها الأسرة الحاكمة في السلطنة فقد كان لها نفوذاً واسعاً لا تنازعه أحد من الأسر الأخرى استخدمته في الاستيلاء على أراضي زراعية بوسائل غير قانونية من ضمنها التهديد. هذا ما أمنَّ له العيش حياة رغدة ميسور الحال فيها، وفتح له أبواب المعرفة والثقافة، على الرغم من ذلك لم يرض القمندان بالاضطهاد أو التمييز الاجتماعي ليس فقط في منطقته وإنما في البلاد العربية بشكل عام، ويظهر ذلك جليّاً في مقال له كتبه لاحقاً بعنوان «أمير عربي يصف الجزيرة العربية».
كان لدى عائلة القمندان فتاة بدوية تخدمهم يعرفونها باسم «مريم» ووكلت لها مسؤولية العناية بالطفل القمندان فكانت مربيته، ويتحدث القمندان ويقول أنه كان يرتاح لسماعها تغني له كل ليلة حتى ينام عندما كان أكبر من الثالثة بقليل. نشأ الشاعر في وسط علمي أدبي وثقافي، وأعجب وتأثر بالرقص والغناء الشعبي في منطقته، وقال الشعر منذ الطفولة. ويذكر عن القمندان أنه عندما كان في سن السادسة والسابعة كان أشد سعادةً وابتهاجاً من بقية حياته. وفي شبابه أقبل على قراءة الكتب والمجلات العلمية والأدبية والاجتماعية وما يتعلق منها بالزراعة باللغتين العربية والإنجليزية، ومارس كتابة الشعر وصياغة الألحان باستمرار، وفي صغره أصيب القمندان بالجدري واستطاع الشفاء منه، ولكنه ترك على وجهه آثار خفيفة لا تظهر واضحة للعيان.

### التعليم
تلقى أحمد فضل العبدلي مبادئ القراءة والكتابة في منزل والده السلطان، وتقريباً في عام 1891 عندما كان يبلغ من العمر سبع سنين أدخله أبيه إلى «دار العلم» وكان يتعلم هناك على فترتين الأولى في الصباح حيث كان يدرس فيها القراءة والكتابة والأخرى في العصر يتعلم فيها التجويد وعلوم القرآن، وتلقى تعليمه الأولي هناك، وعلى يد بعض من فقهاء الحوطة وأغلبهم نزحوا من الشطر الشمالي، حيث نال قسطاً من التعليم في المساجد والكتاتيب في مدينته في وقت لم يكن فيه التعليم متاحاً للجميع. وفي هذه الفترة درس هو وأبناء عمومه قواعد اللغة العربية والفقه الإسلامي والحديث على يد «أحمد بن علي السالمي» وهو مفتي لحج في تلك الفترة وكان يحمل معه شهادة من معهد زبيد الديني في النحو والصرف والبلاغة والعلوم الدينية، وتعمق أكثر في الدراسة على يد «علي الأهدل» قاضي لحج انئذِ، وتتلمذ أيضاً على يد اللحجي «قاسم بن عبد الله السالمي» والحضرمي «علوي بن علي الحداد» وأيضاً «طاهر بن شيخان الحبشي» من حضرموت. وفي هذه السبع السنين التي درس فيها حفظ القرآن ودرس علومه وتلقى دروس كذلك في الحديث والعلوم الإسلامية والنحو والصرف والمنطق والبلاغة والبيان والإعجاز والحساب والموسيقى والتاريخ والجغرافيا. ولم يلتحق القمندان بأي من الجامعات في الخارج، ولم تكن بعد قد أُنشئت أيّ من الجامعات اليمنية في زمنه، وكذا فلم يلتحق بأي من المعاهد العالية أو غيرها من المؤسسات التعليمية الأكاديمية. ولكنّه استطاع امتلاك نوع من الثقافة الأدبية والموسيقية وإطّلاع على الأوضاع السياسية في المنطقة العربية وذلك بمطالعة أنواع الصحف والمجلات التي تصدر في البلدان العربية. وكان القمندان شديد الاهتمام بمؤلفات مصطفى لطفي المنفلوطي الأديب المصري الذي عاصره، وأيضاً عدد من الشعراء العرب الجاهليين وبعد الإسلام. وقرأ مقدمة ابن خلدون وديوان المتنبي وديوان الشريف الرضي وكان معجباً بأشعار أحمد شوقي وأبو نواس ورباعيات إلياس فرحات وقرأ كذلك لطه حسين.
تعلم القمندان اللغة الإنجليزية كتابةً ونطقاً في إرسالية في مدينة التواهي بعدن. وتعلمها أيضاً على يد «عبد الحميد رضا رياض» معلم طاعن في السن كان لا يخفي احترامه له، وبعد وفاته في 1897 دفنه إلى جوار جده السلطان وأقام وليمة في جنازته. ودرس الإنجليزية أيضاً هو وأخيه وابن عمه في مدرسة خاصة في لحج على يد «صالح جعفر العجمي» وهو أحد سكان مدينة عدن و«صالح حسن تركي» من الشيخ عثمان.

### التلحين والموسيقى
تدرب القمندان على الآلات الموسيقية وتلقى مبادئ وأصول الموسيقى على يد أربعة من المدرسين نزحوا من مدينة تعز في شمال اليمن واستقروا في الحوطة وتعود أصولهم إلى الشام، وهم الأخوين عبد الحميد ورافع رضا رياض من مدينة حلب وإلى جانبهما «سعيد تقي الدين الأجاصي» و«ضدام الفياض». ويقول القمندان أن لهؤلاء الفضل عليه في إرساء قواعد وأصول الموسيقى اللحجية على الطريقة الحديثة. وأجاد القمندان العزف على الساكسفون والبجل والفنيون والأينو ورغم أنه وجد صعوبة في إتقان العزف على القانون إلا أنه تمكن منه بعد ذلك، وفي وقت لاحق أجاد العزف على آلة القنبوس. ولم يدون القمندان ألحانه بالطريقة المعتادة باستخدام النوتات الموسيقية، ولكن كانت له طريقة أخرى في تدوين الألحان بأن يضعها في صيغ لفظية على كلمة «دان» من دندنة، مثل «دانه على الدانه يا دان يا دانه».
وفي فترة من شبابه بدأت الآلات الوترية بالظهور في المنطقة، وبالتحديد العود الصنعاني قبل أن يظهر العود المصري، فأقبل معظم الموسيقيين في المنطقة على تعلم العزف على العود الصنعاني ومنهم القمندان، فاستطاع أن يعزف الألحان الصنعانية إضافة إلى المحلية والتراثية. وعندما حاول أن يصنع الألحان على تلك الأنماط مجموعة ظهر ما عُرف بالغناء اللحجي واعتبر الشاعر القمندان مؤسسه من قبل الكثير من مؤرخيه، حيث تميزت ألحانه بأنها تجمع ما بين القديم والحديث. وعندما تولى قيادة الجيش - الذي قام بتكوينه - كان بحاجة إلى فرقة موسيقية، فنشط في جلب آلات نحاسية موسيقية ومعلمون موسيقيون ضمن محاولاته لإنشاء فرقة خاصة بالجيش. فكان له أن تشكّلت في صيف 1927، بدأت الفرقة بالتدرُّب على عزف مقطوعات إنجليزية، وعلى ألحان تلك المقطوعات قام بتأليف وتلحين قصيدته المشهورة «أي بلبل غنِّ لي واشجني». استمر القمندان في الإشراف على تلك الفرقة حتى بعد تخليه عن قيادة الجيش، وحاول في أحد المرات أن يضم الفنان اللحجي «هادي سبيت النوبي» إلى فرقته ولكنه لم يقبل دعوة القمندان، واستمر في البحث عن مواهب ليضمها إليه إلى أن وقع اختياره على موهبتين شابتين استطاع الشاعر أن يضمهما إلى فرقته، أحدهما أصبح المغني الرئيسي وهو «فضل محمد جبيلي» والآخر تولى العزف على العود والكمان وهو «مسعد بن أحمد حسين». قامت الفرقة بتسجيل النشيد الوطني للسلطنة العبدلية «نشيد محبة الوطن» وكذلك السلام السلطاني «الدعاء السلطاني العبدلي»، وكلاهما من كلمات وألحان القمندان.
| العضو                   | الدور                     |
| ----------------------- | ------------------------- |
| أحمد فضل القمندان       | قائد، كاتب أغاني، ملحن    |
| إبراهيم راسم            | قائد ثان                  |
| فضل محمد جبيلي (اللحجي) | مغني، عازف عود، عازف كمان |
| مسعد بن أحمد حسين       | مغني، عازف عود            |
| حسن طفش                 | عازف إيقاع                |
| فضل طفش                 | عازف إيقاع                |
| عبد القوي بن علي سعيد   | عازف إيقاع                |
| محمد سعد الصنعاني       | كورس                      |
| سعيد بن أحمد            | كورس                      |

### العسكرية
تعود علاقة القمندان بالعسكرة إلى عهد عمه سلطان لحج «أحمد بن فضل محسن العبدلي» عندما قلده قيادة الجيش النظامي في عام 1904م تقريباً، وكان يبلغ حينها تسعة عشر عاماً، ومن الأسباب التي دفعت عمه إلى ذلك إجادة القمندان للغة الإنجليزية مما سيسهل عليه التعامل مع القوات البريطانية الحليفة في عدن، والتي تربطها بالسلطنة الكثير من المعاهدات والمواثيق. ومع وفاة «عمّه» السلطان في 10 مارس من العام 1914 بعد معاناته من مرض السُّكري، انتهى عهد تميز بالهدوء نسبياً عدا بعض المناوشات الخفيفة مع قبائل الصبيحة المحيطة وكذلك مع الأتراك في شمال اليمن، ولكن ذلك الهدوء كان بمثابة الهدوء قبل العاصفة التي تمثلت في قيام الحرب العالمية الأولى وتقدم القوات العثمانية بقيادة الجنرال «علي سعيد باشا» نحو الحوطة بعد سيطرتها على الضالع بهدف الوصول إلى عدن قاعدة البريطانيون في اليمن. وتقدم جيش السلطنة بقيادة القمندان إلى قرية الدكيم على مقربة من القوات العثمانية، حيث دارت المعركة هناك وهُزِمَ فيها جيش السلطنة، ولكنه سرعان ما تراجع إلى العاصمة بعد أن أدرك حجم المقاتلين العثمانيين الذين لم يتوانوا في التقدم نحو الحوطة عاصمة السلطنة العبدلية. واجهت القوات العثمانية مقاومة صغيرة في طريقها إلى الحوطة من القرى المجاورة، ولكن ذلك لم يمنعها من السيطرة على العاصمة. وحدث ذلك في فترة حكم السلطان «علي بن أحمد بن علي محسن» الذي لم يدم حكمه غير عام واحد وثلاثة أشهر، حيث دخل الأتراك لحج وسيطروا عليها في غضون أيام من شهر يوليو 1915، وبذلك سقطت سلطنة لحج في أيدي العثمانيين ولجأ العبادل ومنهم الشاعر القمندان إلى حلفائهم البريطانيون في عدن.

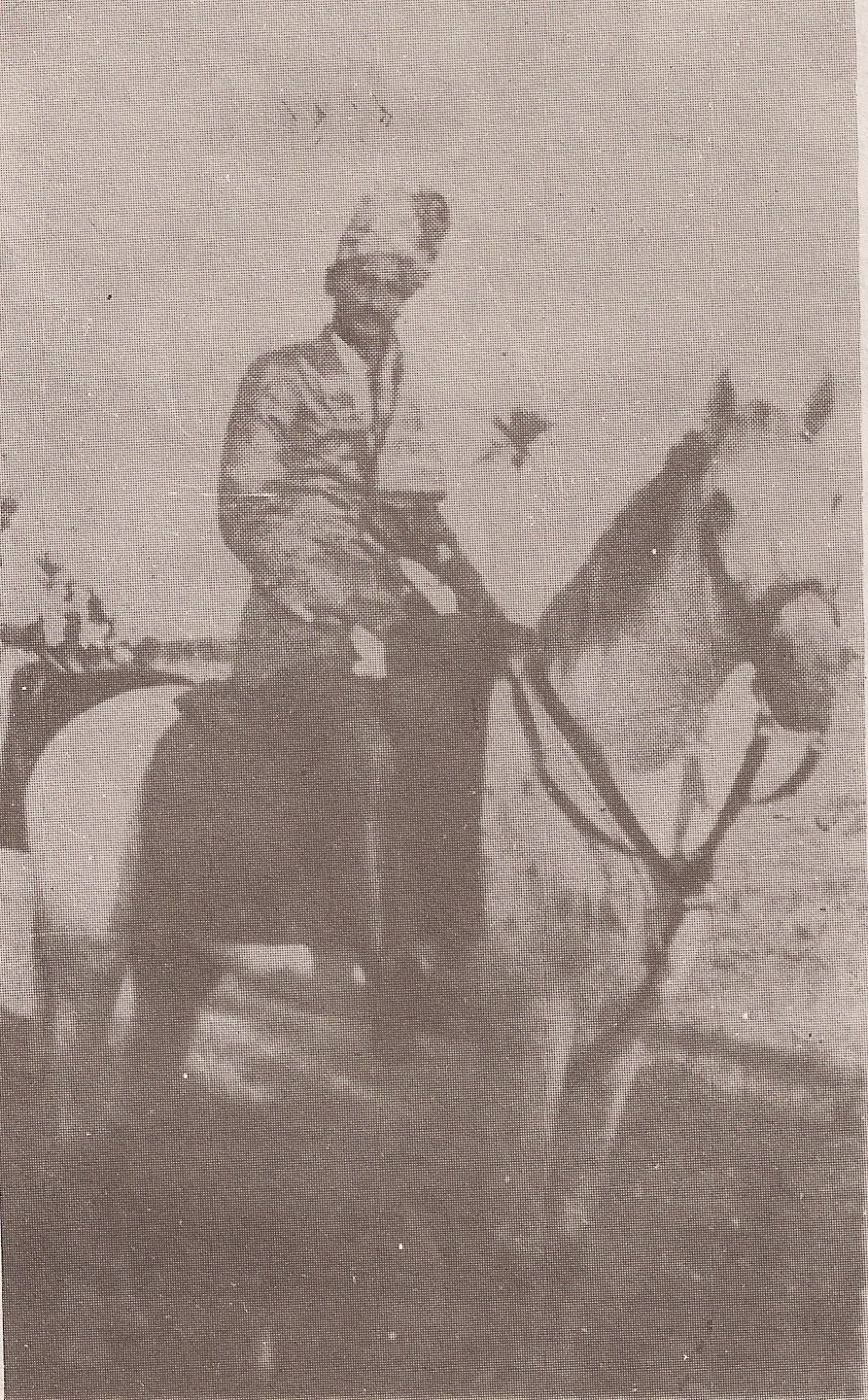
القمندان يمتطي حصانه

توفي السلطان «علي بن أحمد بن علي محسن» في 15 يوليو 1915 في عدن، وخلفه في الحكم «عبد الكريم فضل بن علي» أخ القمندان ونُصِبَ سلطاناً في المنفى في عدن حيث كان سلطاناً بلا سلطنة، ومع نهاية الحرب العالمية الأولى وانهزام العثمانيين فيها مع حلفائهم من دول المركز انسحبت القوات العثمانية من لحج في نوفمبر 1918، ومع انسحابها عادت لحج إلى حكم العبادل والسلطان. وسبَّبَ جلاء العثمانيين اختلال الأمن في العديد من مناطق السلطنة، مما اضطر السلطان «عبد الكريم فضل بن علي» إلى تشكيل قوة عسكرية نظامية لحفظ الأمن وحماية السلطنة من غارات القبائل المعادية ومحاربة قطاع الطرق. وأوكل هذه المهمة إلى أخيه القنمدان حيث عُيِّن قائد للقوات النظامية يوم الثلاثاء 8 مارس 1920، وهو اليوم ذاته الذي غادر فيه القمندان مسكنه في عدن الذي ظل فيه طيلة فترة حكم الأتراك للحج. غير أنه لم يكن هناك جيش متدرب على النظم العسكرية ولم يوجد سوى بعض القبائل والموالي المستعدين للانخراط في الجيش الحديث التكوين، وفي سبيل تكوين ذلك الجيش، استجلب القمندان عدد من المدربين العسكريين منهم ضابط إنجليزي من الجيش البريطاني في عدن «الكابتن وارد». وفي قصيدته «الدعوة إلى التجنيد» يدعو القمندان القبائل وبعض الأمراء ومواطني لحج والسلطنة إلى الانخراط في الجيش. وشهد عهد أخيه عودة قبائل الصبيحة في منطقة الرجاع إلى مهاجمة القوافل، فتصدى لهم جيش السلطنة بقيادة القمندان حيث حاصر مدينة الرجاع حتى استسلمت القبائل إلى السلطة العبدلية.
من الأسباب التي خففت على القمندان عبء قيادة الجيش - كما يقول هو - تشكيله لفرقة موسيقية عسكرية قام بتكوينها في بداية عام 1346 هـ ما يوافق تقريباً صيف عام 1927، ثم قام بتأليف كلمات النشيد الوطني والسلام السلطاني، قامت الفرقة بتسجيلهما. وما أن أكمل القمندان تشكيل الفرقة الموسيقية حتى تخلى عن قيادة الجيش المستحدث ولكن ظل لقب «القمندان» متشبثاً به، وهو تحريف ل«كوماندر» (بالإنجليزية: Commander) بمعنى قائد عسكري.
قبيل اقتحام القوات العثمانية للحوطة يرسل القائد العثماني «علي سعيد باشا» إلى القمندان يطلب منه أن يسمح له بالعبور إلى عدن ويحاول استمالته إلى جانبه، ولكن القمندان يرفض طلبه ويرد عليه بقصيدة قصيرة من أربع أبيات ويقول في هذا الشأن: «تمر السنون ويأتي ذلك العام المشؤوم ويبعث بكتاب الأميرلاي علي سعيد باشا يطلب مني أن أسمح له بالعبور ليتقدم إلى عدن لطرد الكافر كما زعم». وحتى عندما دخل العثمانيون لحج فلم يتوقف «علي سعيد باشا» من مراسلة القمندان الذي كان وقتها في عدن يعرض عليه تولي منصب كبير في سلطته، لم يقبل القمندان عرضه ورد عليه كذلك بقصيدة ينتقده فيها هذه المرة. وعلى الرغم من ذلك يعود القمندان يمدحه ويصف حكمه الذي دام أربع سنين بالعادل ويقول بأنه كان «يسهر الليل للمصلحة العامة ويواسي الفقراء والمحتاجين» ويذكر أنَّه مع خروج العثمانيون من لحج استقبله هو وأخيه بالعناق وأن «الدموع كانت تقطر من عينيه».
مع دخول العثمانيون لحج أطلق الشاعر الصوفي اللحجي «الحاج أحمد بن إبراهيم الحبيشي» قصيدة يمدح فيها العثمانيون ويذم ويشمت فيها بالعبادل ويصور فيها هزيمتهم وكيف كان النصر حليفاً للأتراك، وبعد ذلك أرسلها إلى عدن إلى السلطان «عبد الكريم فضل» شقيق الشاعر، تلاه القمندان يرد عليه بقصيدة من ستة أبيات تحت عنوان «هبوا لحج التحية والسلاما». وكان العثمانيون يشجعون التصوف في لحج، وهذا ما دفعه إلى الوقوف إلى جانبهم على الرغم من أنّه أحد سكان قرية سفيان على الحدود مع الحوطة.

### حياته الخاصة
تزوج القمندان للمرة الأولى في سن مبكرة من «فاطمة أحمد فضل» وهي ابنة عمه وذلك قبل أن يصبح عمه سلطاناً، وتذكر بعض المصادر أن زواجه هذا تم وهو في سن الثالثة عشر مما يعني أنه تزوج تقريباً في عام 1897، بينما تصرح مصادر غيرها أنه عندما تزوج للمرة الأولى كان يبلغ حينها خمسة عشر عاماً فيكون زواجه تقريباً في عام 1899. لم تنجب له زوجته أي أطفال، وبعد زواجه بفترة قصيرة توفي والده السلطان «فضل بن علي» وخلفه في الحكم «أحمد فضل محسن» والد زوجته. وفي فترة من زواجهما أصيب القمندان وزوجته ب«الخامج» (الجدري) اشتد المرض على زوجته وانتهى بوفاتها أما هو فكتبت له النجاة، بعد وفاة زوجته الأولى زوجه عمه السلطان شقيقتها «جمعة» وأنجبت له طفلتين.

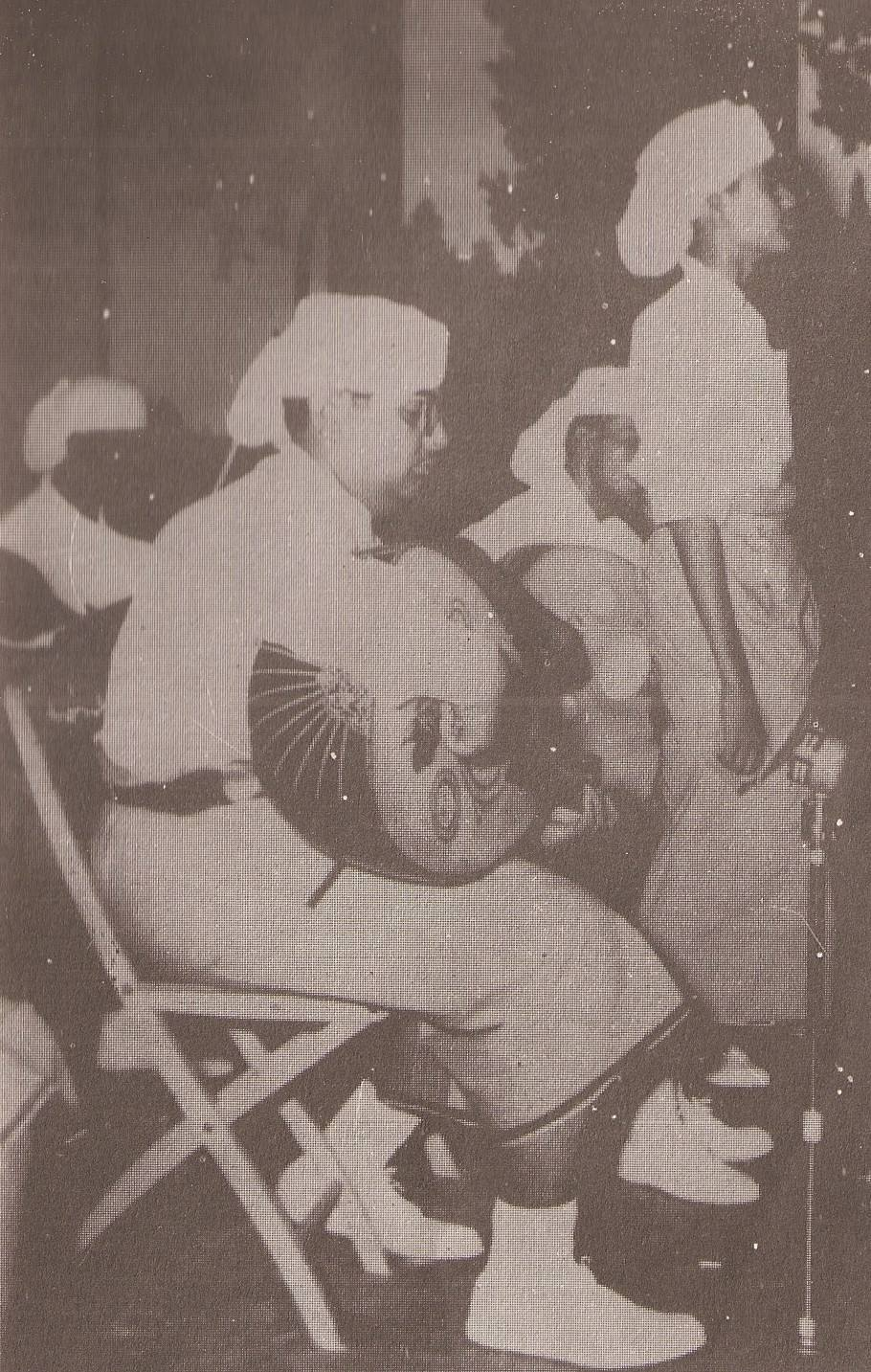
حفيد القمندان محسن أحمد مهدي وهو يعزف على العود ضمن فرقة تؤدي إحدى أغاني الشاعر مهدي علي حمدون. يعود تاريخ الصورة إلى الخمسينيات

ابنتيه «فاطمة» و«خديجة» تعلمتا علوم القرآن الكريم ومبادئ القراءة والكتابة على يد مدرسة من الشطر الشمالي لليمن تدعى «سعيدة». وكانتا تجيدان الغناء، والأولى منهما كانت تجيد العزف على الكمان والأخرى تعزف على العود. ابنته الكبرى «فاطمة» تزوجت من «فضل عبد الكريم» وهو ابن شقيقه السلطان، وتزوجت الأخرى «خديجة» من ابن عمه «أحمد مهدي بن علي». وتجدر الإشارة إلى أنَّ القمندان كان يتمنَّى أن يحظى بإبن، ولم يتحقق له مراده.
بعد زواجه استقر القمندان في مسكن في وسط الشارع الرئيسي للحوطة يتكون من طابقين من الطوب الأحمر حيث كان بيته في الطابق الثاني، وأسفله مباشرة توجد ملحمة يملكها «أحمد حسين»، الذي كان ابنه اليافع «مسعد» ضمن فرقة القمندان الموسيقية. وكان القمندان يخصص جزءاً من بيته لتلاميذه المطربين، الذين أصبح معظمهم ضمن فرقته الموسيقية. وبعد وفاة الشاعر تحول بيته إلى محكمة ثم بعد ذلك إلى مقر لنقابة العمال، وبعد أن تخلّت النقابة عن ذلك المبنى، قامت إدارة الإسكان في الحوطة بتحويله إلى مبنى لتسكين المواطنين بعقود انتفاع. أما اليوم فيشغل الطابق السفلي من المبنى عدد من المتاجر. وتعرض البيت خلال كل تلك الفترة إلى عدد من التغييرات والتعديلات من الداخل، وتعرضت أجزاء منه للهدم، وأُعيد إعمار أجزاء أخرى فيما وصفه البعض بأنه تعد على أحد معالم لحج التراثية. وكان منزله مقصداً للعديد من العلماء والأدباء والسياسيين والمؤرخين اليمنيين دفع فضل عوض عوزر للقول أن منزله كان «بمثابة دار للأبحاث العلمية والاجتماعية والسياسية والأدبية والفنية». وكان دائماً ما يتكرر على زيارته في منزله ضباط من عدن وسياسيين تربطهم بالشاعر علاقة مثل سلطان الحواشب، وتردد على داره الرحالة والأديب اللبناني «أمين الريحاني» الذي ذكره القمندان في قصيدته «يا طير كف النياح». وتحدَّث الريحاني عن زيارته للشاعر في بداية العشرينيات في كتابه «ملوك العرب»، وأبرز خلال ذلك الملامح الشخصية للقمندان وتحدث عن هيئته وأورد كذلك حوار قام بينه وبين الشاعر، وبعضاً من حديثه حول القمندان في كتابه ملوك العرب: «مكثت عدة أيام في منزل الأديب أحمد فضل القمندان بلحج، وناقشته وتحدثنا كثيراً في شتّى المجالات الفكرية والتاريخية والفنّية فوجدته ذو فكر ثاقب وإطلاع واسع وثقافة غزيرة، لطيف المعشر، وإنه ليس علماً من أعلام اليمن فحسب وإنما هو علم من أعلام الجزيرة العربية»، وأعطى له في ذلك الكتاب لقب «شاعر لحج وفيلسوفها» ووصفه بسلك الكهرباء في لحج.

### هيئته وشخصيته
| أحمد فضل القمندان                                                              | كان رحمه الله قويّ التفكير، سمح النفس، رقيق الحاشية، لطيف المعشر، وفيّاً في صداقته، ناكراً حبّ الذات بغض النظر عن انحرافه الطبقي الإقطاعي [...] عميق النظرة ذا بصيرة نفاذة يتميّز بأنه شخصيّة فذّة في تفكيره، قويّ المنطق، سديد الرأي، حميد السجايا، لبق الحديث، متحرر في آرائه وأفكاره بلا تزمّت [...] إنّه بلا شكّ شخصية نالت احترام وحبّ الجميع. | أحمد فضل القمندان |
| — فضل عوض عوزر، واحد من أهم من كتبوا عن الشاعر في مؤلفه "القمندان شاعر وفنان". | |                   |

| أحمد فضل القمندان                          | مدوّر الوجه، أبيض اللون يميل إلى الحمرة، بنّي العينين تميل حدقتهما إلى الزرقة، طويل القامة، لا بدين ولا نحيف [...] كان لا يعتني بهندامه، كان ملبسه في منزله وفي مجالسه مع خاصته عبارة عن سروال بتكه يصل إلى الركبة وقميص قطني قصير الكم بدون أزرار مثل الفانله. وعند الخروج خارج منزله أو استقبال ضيوفه كان يلبس فوق ذلك بنطلون ضيّق الساق ودقلة زائداً عمامه | أحمد فضل القمندان |
| — عبده عبد الكريم، القمندان: قبس من ذكراه. | |                   |

| أحمد فضل القمندان            | السلطان أحمد وهو قائد الجيش يلبس مثل أخيه السلطان عبد الكريم إلا أن لديه شغف بالألوان الباهرة، رأيته أول مرة في بنطلون أبيض ضيّق حول الساق وفوقه معطف إلى الركبة إسلامبولي الشكل إلا أنه من الحرير الأزرق المخطط بشطره زنار وافر مشدود إلى وسط نحيل، وفي الزنار خنجران هائلان مرصّعان بالحجارة الكريمة، وعلى رأسه عمامة صفراء حمراء زرقاء ملفوفة في شكل هرمي [...] أما السلطان أحمد وهو الجندي الفيلسوف حاد المزاج شديد اللهجة والبأس، كان يزورنا كل ليلة وهو يحمل إلينا ضمة من الورد فينعش النفس منا كما كانت ملابسه تنعش الأبصار - كما كان حديثه ينعش العقول والآمال - وهو لا يتجاوز الأربعين له شغف بالعلوم والفنون نادر في تلك البلاد العربيّة، ويطالع الجرائد والكتب والمجلات. وهو من هواة الصيد والتصوير والموسيقى | أحمد فضل القمندان |
| — أمين الريحاني، ملوك العرب. | |                   |

| أحمد فضل القمندان                                                                | والأمير أحمد الأربعين في عمره جميل الصورة، له جبهة عالية تدلُّ على ذكاء ورجاحة عقل، ويتكلم الإنكليزية بطلاقة، وله ذوق سليم، وتصرفات شائقه، ويقضي أوقاته في العلم والتقوى، وله أملاك خاصة توازي أملاك أخيه السلطان. وهو يشرف بنفسه على زراعة أراضيه، ويتحمس في إدخال أحدث طرق الريّ، ويجلب أحدث الآلات الزراعية والأسمدة والأنواع الجديدة من المحاصيل. وهو يشبه السيّد الإنكليزي المزارع صاحب الأملاك في القرن الثامن عشر. | أحمد فضل القمندان |
| — أحمد شريف الرفاعي، الأغنية المحلية من عصر أحمد فضل إلى عصر المرشدي وأحمد قاسم. | |                   |

### الإصلاح الزراعي

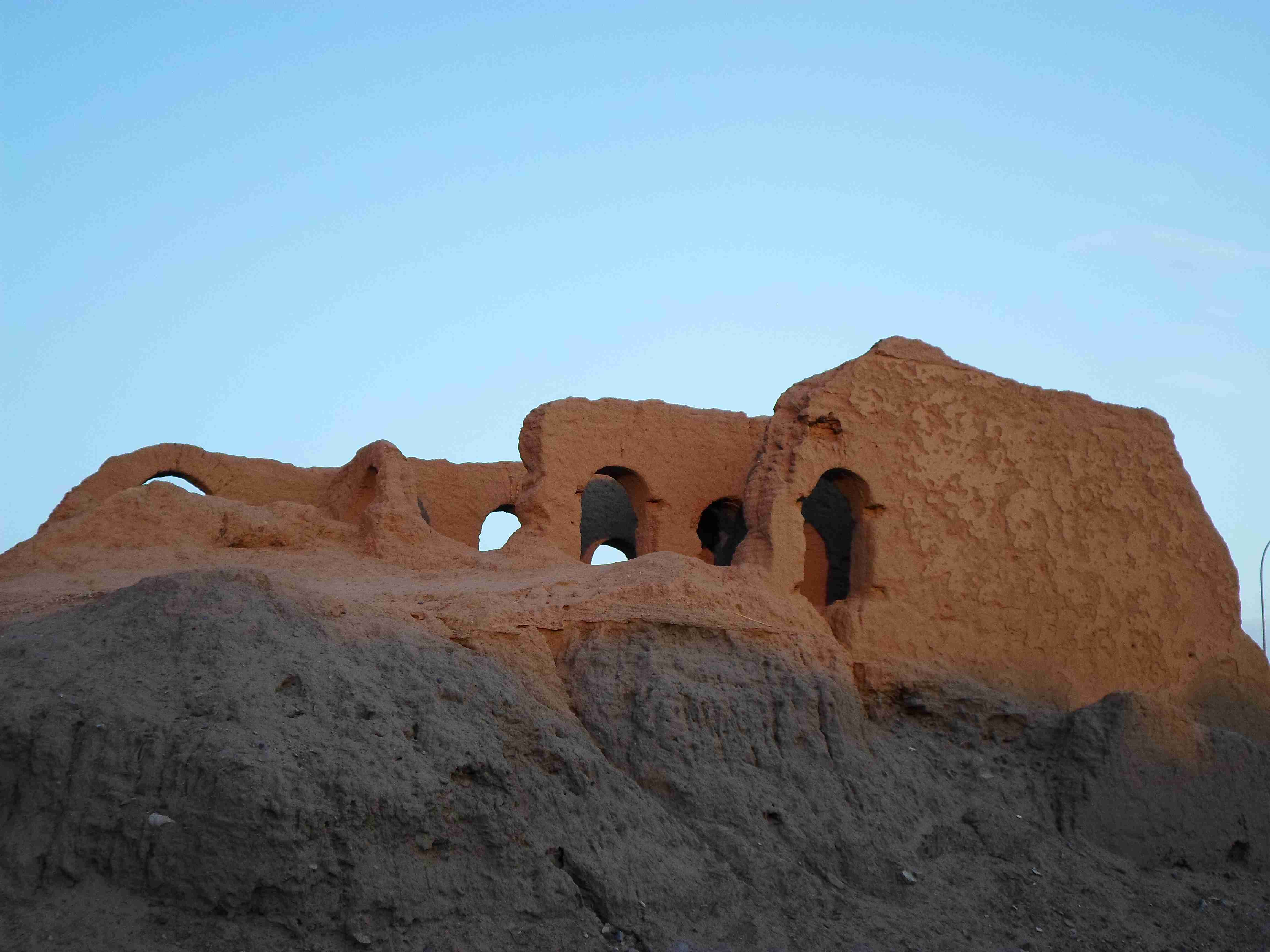
ما تبقى من دار العرائس وهو المبنى الذي قام الشاعر ببنائه وسط الحقول والمزارع، وفي هذا المكان كان يعتزل الناس في مواسم الحصاد، لينفرد في جلسات ليلية شعرية مع الحقول والأشجار والجداول

منذ صغره كان القمندان مولعاً بالزراعة وكل ما يتعلق بشئون البستنة، وفي شبابه كان مسؤولاً عن بستان عائلته ودائماً ما كان يقضي أوقاته بين الحقول والبساتين. واستطاع بعد ذلك أن يملك بستان خاص به يعرف ببستان «الحسيني» كثيراً ما كان يتغنى به في أشعاره. وبعد أن ترك القمندان العسكرة وهجر الإمارة نشط في تطوير الزراعة في منطقة لحج والبحث عن السبل والوسائل التي تمكنّه من مضاعفة الإنتاج الزراعي، فكان يقرأ كل ما يقع بين يديه من كتب ومجلات ونشرات عربية أو إنجليزية متعلقة بالزراعة وخاصة ما يتعلّق منها بتحديد التربة الملائمة للزارعة وبمكافحة الآفات التي تُصيب المحاصيل الزراعية بالمبيدات السائلة تدريجياً وأحياناً نهائياً، وحاول كذلك أن يتعمق في القراءة حول تأثير الطقس والمناخ في نمو المزروعات. وفي محاربة الآفات التي تصيب المحاصيل خصص المزارع القمندان جزء من بستانه «الحسيني» من أجل التحقق من مفعولية المبيدات في القضاء على الآفات الزراعية وذلك قبل نقلها إلى البساتين المجاورة وعرضها على المزارعين المحليين، وكان يدوّن في سجلّ خاص نتائج التجارب التي يختبر فيها المبيدات.
ولم يقتصر عمله على هذا فحسب بل قام كذلك بإدخال أنواع جديدة من الفواكه والخضروات ونباتات الزينة، استجلب معظمها من الهند ومصر إضافة إلى دول أخرى، حيث انطلق إلى الهند وزار أربع مناطق هناك: مدراس، وكرجاتا، وسمرا، ونيودلهي. ومن هناك جلب أغلب الفواكه التي أدخلها إلى بستانه الحسيني، وانتشرت منه الثمار والمحاصيل التي نجح في زراعتها إلى بقية بساتين الحوطة. وكانت المحاصيل الجديدة التي استجلبها متوفرة في أسواق الفواكه في كلٍ من: الحوطة، وعدن، والشيخ عثمان، والمعلا، والتواهي. وجميعها مناطق في محيط الشاعر، حيث لم تصل النهضة الزراعية التي ابتدأها إلى خارج تلك المناطق، على الأقل في فترة حياته. ومن الفواكه الجديدة التي استوردها كان هناك: «يوسف أفندي»، «قصب السكر»، «الموز السكري»، «العاط الهندي»، «العمبا الحافوص»، «الرمان»، «الفنص»، «الجامبو»، «البوبية»، «جوز الهند»، «العنب الرازقي». وكذلك فقد جلب عدد من الأزهار العطرة مثل: «الياسمين»، «الفل»، «عباد الشمس»، «الكاذي»، «النرجس»، «القرنفل». وفي الحرب العالمية الثانية توقف استيراد أوراق التمبل من الهند الذي كانت تستخدمه الجاليات الهندية في عدن، فقام القمندان بإضافة التمبل إلى قائمة مزروعاته لتلبية الطلب عليه في الأسواق.

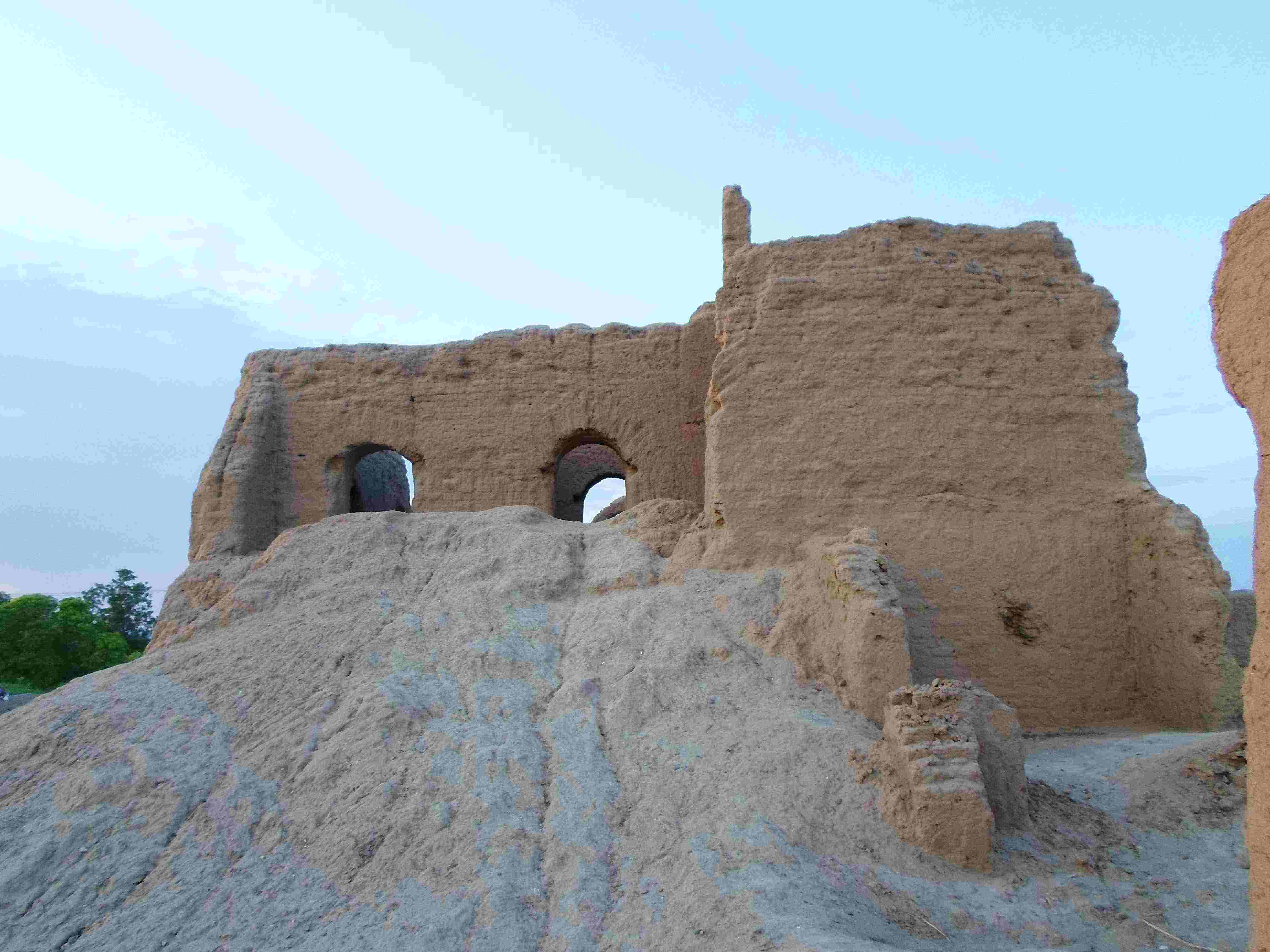
نظرة داخلية من دار العرائس. ويعد هذا المبنى من أشهر البقايا الأثرية في وادي تبن

ويعتقد البعض أن بفضل القمندان بلغت الزراعة أوج ازدهارها في الثلاثينيات وحتى منتصف الأربعينيات في منطقة لحج، التي أصبحت تعرف بلحج الخضيرة. وكذلك فقد كان الأمير أحمد فضل هو الذي جلب الفل على الأرجح من الهند إلى بستانه الحسيني في الحوطة، وجعلها أشهر مناطق زراعة الفل وتجارته في جنوب اليمن، ومنها انتقلت وانتشرت إلى بقية مناطق اليمن.
نجح القمندان في وضع تقويم زراعي يبين المواسم الصحيحة لزراعة كل محصول نباتي على حدة، ووضع فيه كذلك طرقاً مبتكرة في الري، حيث كان التقويم الذي وضعه بمثابة المرشد للمزارعين المحليين في منطقته في تلك الفترة. ونسخت المعلومات والإرشادات التي وضعها القمندان في أوراق دوّن عليها التقويم كتابة باليد ولم يطبع أبداً، وبسبب ذلك فقد ضاع ما كتبه إلى الأبد، والمخطوطة الرئيسية التي كانت توجد في منزله فُقدت أيضاً عندما نُقلت ممتلكاته من منزله إلى قصر عائلته بعد وفاته أو ربما في سنوات مرضه الأخيرة.
أنشأ القمندان بستانه الحسيني في عام 1914 قبل انطلاق الحرب العالمية الأولى، ويرجح البعض أن والده السلطان هو الذي أنشأه. وهو يبعد عن مدينة الحوطة مسافة ما بين أربعة إلى ستة كيلومترات ويحده من الجنوب قرية الكدام ومن الشمال قرية الخداد ويقع في منطقة خصبة بين واديين، وتبلغ مساحته 300 فدان بينما تذكر مصادر أخرى أن مساحته لا تتجاوز 75 فداناً، ويصل عدد عماله إلى 120. وبعد وفاة القمندان الذي كان يشرف على البستان ورثه ابن شقيقه «فضل بن عبد الكريم» واستمر ضمن ملكية هذه العائلة حتى بداية عام 1968 عندما قامت حكومة جمهورية اليمن الديمقراطية الشعبية بنظامها الشمولي بتأميم البستان وذلك حتى عام 1990 عندما تحققت الوحدة اليمنية فعاد إلى ملكية أبناء القمندان. زار بستان الحسيني عدد من الشخصيات العربية البارزة منهم الأديب اللبناني «أمين الريحاني»، و«محمد الغنيمي التفتازاني» من مصر، إضافة إلى الأديب التونسي «عبد العزيز الثعالبي»، وغيرهم «صالح جلبيت» و«علي رضا»، وزارته كذلك بعثة من مجلة العربي الكويتية في نوفمبر من العام 1965 في استطلاعها حول لحج في العدد رقم 48 من المجلة.

### وفاته

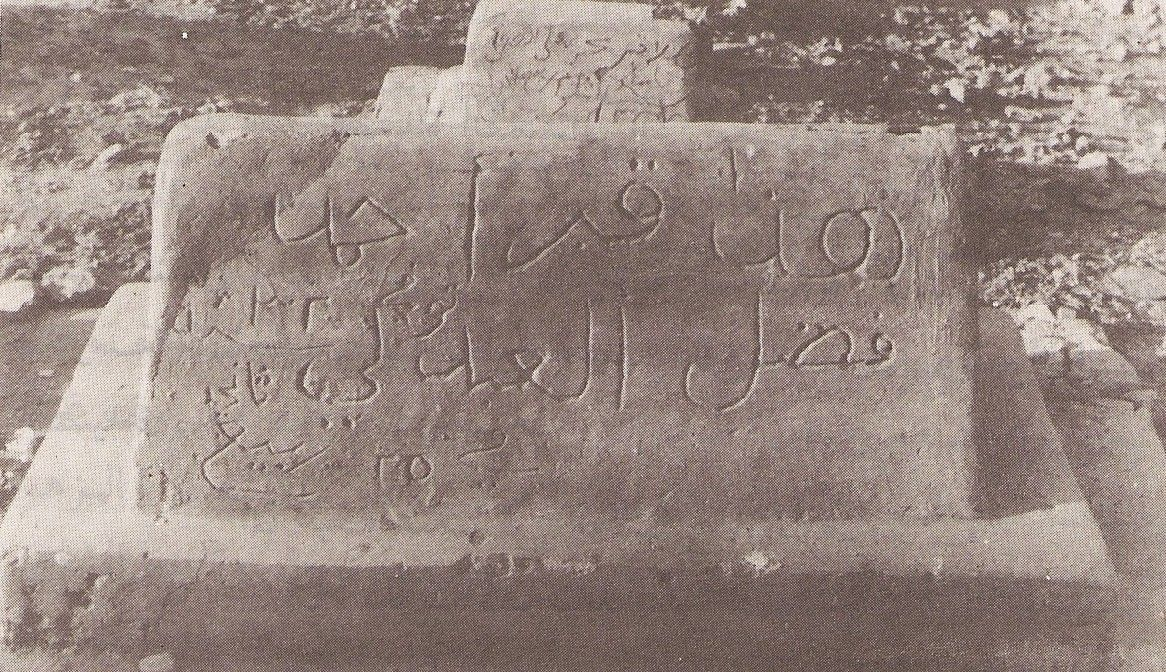
القبر الذي دُفن فيه القمندان. ويقع في باحة مسجد الدولة، وسط مدينة الحوطة

في أواخر حياته أُصيب القمندان بالإكتئاب، وخاصة في السنتين الأخيرتين قبل عام وفاته إذ توالت عليه في هذه الفترة الأمراض النفسية والجسمانية، وبعد أن فشل في محاربة الاكتئاب لجأ إلى المشعوذين الذين حاربهم طيلة حياته في مقالاته ومؤلفاته ليخلّصوه بما ألمّ به، وانتهت معاناته بالوفاة بعد إصابته بمرض عجز الأطباء عن شفائه منه. فتوفي في بداية شهر أغسطس من العام 1943م ما يوافق بداية شهر شعبان من عام 1362 في التقويم الهجري، وكانت وفاته في الساعة السادسة مساء في مستشفى في مدينة التواهي بعد أن ظل هناك لفترة طويلة تحت العلاج،  ونقل في صباح اليوم التالي إلى الحوطة ليدفن في مسجد الدولة هناك، وشُيِّع جثمانه تشييعاً عسكرياً، وحضر جنازته جمع غفير من المواطنين والصحفيين إضافة إلى ساسة وقادة عسكريين من مدينة عدن إلى جانب أفراد أسرته وأبناء عمومه. وكان من ضمن من نعوه بعد وفاته رئيس وزراء مصر في تلك الفترة «مصطفى النحاس باشا».
أربعين يوماً على وفاته ومن ثم أقامت لجنة تأبينه حفلة حزينة في لحج حضرها العديد من الأدباء والشعراء الذين عرفوا القمندان شخصياً وحضرتها وفود من عدن ولحج كان من بينها سلطان لحج وأخ القمندان «عبد الكريم فضل» الذي ألقى كلمة تحدث فيها عن أخيه، واحتشد الجمع في ميدان الحوطة وأطلقت عدد من القصائد يرثي فيها شعراء لحج مؤسس الغناء اللحجي، وكان من ضمن رثوه: عبد الله هادي سبيت، ومحمد عبده غانم، وصالح عبد الله بامعافى، والأديب يوسف حسن السعيدي، والأمير علي بن أحمد مهدي بقصيدة رقيقة عبَّر فيها عن حزنه لفقدان جده الشاعر، وعبد المجيد الأصنج الذي خاض مساجلات شعرية مع القمندان، وأيضاً صالح فقيه، ومحمد علي لقمان. وقام بعد ذلك الأمير «علي عبد الكريم» بتجميع كل تلك القصائد التي أُلقيت في حفل تأبينه في كتيب صغير، معظم تلك القصائد كانت لشعراء محليون من مسقط رأس الشاعر ولم يبلغوا قدر القمندان من الشهرة. وبعد وفاته بفترة أصدر نادي «مخيم أبي الطيب» الأدبي المتأسس في 1939 كتاباً في ذكرى الأمير القمندان تحت عنوان «أقلام المخيم»، أعيد نشره في 2007 صادر عن دار جامعة عدن ضمن سلسلة مائة كتاب عن عدن في 97 صفحة قام بتقديمها علوي عبد الله طاهر.

## أشعاره

### نظرة عامة
معظم القصائد التي ألفها القمندان مضمنة في ديوانه الوحيد «المصدر المفيد في غناء لحج الجديد»، وهذا الديوان يضم ما مجموعه 90 قصيدة بأطوال مختلفة منها ما كُتب باللغة العربية الفصحى وعددها 19 قصيدة تشغل الصفحات من 14 وحتى 19، وما تبقى من الكتاب يضم قصائد مكتوبة بلهجة «لحجية» ريفية وهي خليط بين اللهجة التعزية-العدنية واللهجة اليافعية. وله خمس قصائد لم تنشر في ديوانه. وجدير بالذكر أنَّ في كثير من المواضع في قصائد الشاعر المكتوبة بالعربية الفصيحة نجد هناك مفردات ذات خلفية عامية.
وعلى الرغم من أنّ إسهامات القمندان في الشعر قد لا تبدو ضخمة، إلا أن إسهامه الفعليّ يكمن في حفاظه على التراث الغنائي اللحجي في مواجهة الأغاني الهندية والمصرية التي اجتاحت لحج وعدن، وأصبحت في فترة من الفترات الموسيقى الوحيدة المتداولة. ويحسب له كذلك تأسيسه للفنّ الغنائي اللحجي الحديث، وقيادته لحملة تجديد ونهضة فنّية غنائية أثّرت على كل الشعراء والفنانين اللحجيين بعده. ومن أجل الحفاظ على فنه والغناء اللحجي التراثي فقد شجّع الشاعر القمندان قيام المنتديات الأدبيّة في منطقته، وقام بافتتاح أول مدرسة موسيقية في لحج على نفقته الخاصة، وساعده في ذلك امتلاكه لثروة بحكم انتماؤه الطبقي، وتخرج من تلك المدرسة عدد من الشعراء والملحنين حملوا بصمته، ربما أشهرهم الشاعر عبد الله هادي سبيت والشاعر عبد الكريم عبد الله والمغني والملحن فضل محمد اللحجي.
يخالف البعض الرأي القائل بأن القمندان هو مؤسس الشعر الغنائي اللحجي ويرون بأنه لم يؤسس الأغنية اللحجية فهي قد سبقته بعدة عقود وإنما فقط قام بتطويرها وتجديدها من خلال إدخال التواشيح واللوازم ووضع توازن بينهما في اللحن، وتحمل عبء النهوض بها وإعادة بعثها من جديد، فاشتهرت الأغنية اللحجية بفضله في الثلاثينيات وذاع صيتها في أرجاء اليمن. وكون الشاعر القمندان مؤسس الغناء اللحجي أو فقط مجدد كبير، هو موضوع مفتوح للنقاش بين النقاد والباحثين لجذور الأغنية اللحجية. وكان عمر عبد الله الجاوي يعتقد بأن القمندان شابه الكثير من المغنين والملحنين اللحجيين الذين سبقوه، ولكنه تميّز عنهم بأنه ابتكر ما لم يكن موجوداً بينما اكتفى غيره بغناء وتلحين الأغاني والألحان التراثية نفسها بدون إضافة، لذا فهو يعده مؤسس لفن الغناء اللحجي الحديث. ويشاركه في هذا الرأي محمد عبده غانم، حيث يذكر في كتابه «شعر الغناء الصنعاني» أن الشاعر القمندان ابتكر عدداً كبيراً من الأغاني اللحجية. وتحكم الدراسة المقدمة بمناسبة المؤتمر العام الأول للتراث في 1974 بالمثل، حيث تقرّ بإستاذية القمندان على الفن اللحجي كمؤسس له ومبتكر للعديد من ألحانه ومجدد لبعضها وتذكر في صفحاتها أمثلة على الألحان التي ابتكرها، ومنها قصيدته «دام الهنا يا قمري البانه». ويعارض محمد مرشد ناجي هذا القول، حيث يعتبر أن إسهامات الشاعر اقتصرت على تطوير ما كان موجوداً ولا يضع للابتكار والابتداع مكاناً في الفن حسب قوله، وذلك بدون أن ينتقص من قدره أو إسهاماته.
ويلاحظ في قصائد الشاعر القمندان كثرة إشاراته إلى أماكن في أغلب الأحيان في محيط الشاعر من لحج إلى عدن وأحياناً يصاحب ذلك ذكر للسكان الذي يعيشون في تلك المناطق كذكر أعلامها أو شيوخها أو القبائل التي ترتبط بتلك المناطق. وتتنوع تلك الأماكن من مدن وقرى وبساتين وأودية، ويلاحظ إشاراته المتكررة لمناطق: مدينة لحج، وادي تبن، بستان الحسيني، مدينة عدن، القرى التي تحيط بحوطة لحج، الوطن. وإلى جانب هذا تذكر في قصائده مناطق ومدن غير يمنية معظمها في مصر والهند بسبب أسفاره إليهما. وكان للأماكن الزراعية مثل الحقول والبساتين حضور قويّ في أشعاره، وذُكر بستانه الحسيني في الكثير من قصائده، وتكاد لا تخلو قصيدة منه. وارتبط الشاعر بمدينة عدن، حيث مكث فيها مدَّة، وتظهر مراراً وتكراراً في قصائده وأغانيه.

### الأنواع الشعرية
أجاد القمندان تأليف كل من قصائد الموشحات والأناشيد الوطنية والزراعية، أما الجانب الأكثر شهرة في حياته فهو الشعر الغنائي وبالتحديد الأشعار الشعبية العامية وساعده في ذلك امتلاكه موهبة في التلحين، حيث أن معظم قصائده المغناة لُحّنت من قبله. وتأثر القمندان بالشعر الحميني وأجاده وذلك منذ زيارته لصنعاء ولقائه هناك بعدد من شعرائها. معظم الألحان التي صاغها القمندان وضعها على نفس نمط ألحان التراث الشعبي في لحج ولكن أضاف إليها عناصر خارجية من الغناء الصنعاني والحضرمي واليافعي وأغاني مناطق الريف مكوناً لوناً غنائياً جديداً في اليمن عُرف ب«الغناء اللحجي» واعتبر القمندان من قبل الكثيرين مؤسسه حيث سار على نهجه عدد كبير من شعراء لحج. ومن بين ألوان شعر الغناء اليمني كان الغناء الصنعاني هو الأكثر تأثيراً على ألحان الشاعر، وكانت الموشحة الصنعانية هي الأساس التي وضع عليها القمندان الموشحة اللحجية، وتعد أغنية «صادت عيون المها» - التي صاغ ألحانها القمندان - تعد الأولى التي تجمع ما بين ألحان لحج التراثية والغناء الصنعاني، حيث كانت القصيدة تُغنَّى على بيت من شطرين فقام الشاعر بإضافة شطرين إليها لتصبح رباعية، وكذلك أضاف توشيحاً ولازمة أخذها عن الأغنية الصنعانية «وامغرد بوادي الدور»، والتشابه بين الأغنيتين من حيث الوزن والألحان وطريقة الغناء سهل الملاحظة.
هناك بعض من قصائد القمندان تصُنّف موسيقاها على أنّها "دان الدحيف"، وهو نوع من الأغاني الشعبية المنتشرة على الساحل الجنوبي الغربي لليمن، وتعتبر قصيدة «صادت عيون المها» وخاصة البيوت الأولى منها مثالاً نموذجياً للنوع الموسيقي إلا أن التوشيح والتقفيل للأغنية لا يتناغم مع الأسلوب، وكذلك قصيدة "يا حيد ردفان" و"عسى ساعة هني بين عدن وبمبي" تأتي منسجمة مع دان الدحيف من الصوت القصير. ولم يكن دان الدحيف النوع الوحيد من موسيقى الدان اللحجي الذي أجاد القمندان تأليفه، حيث ينظر إليه كأحد أبرز الشعراء في "دان يا طير كفّ النياح" المشهور لدى العامّة وخاصة الفلاحين، وتعتبر قصيدة "سرى الهوى في الحسيني" من الأمثلة على ذلك النوع. وألّف القمندان الكثير من القصائد في "دان يا مرحبا بالهاشمي" الذي يكثر فيه استخدام الآلات الموسيقية ويتميز بتعدد المقاطع الشعرية والألحان وتعدد أغراضه من الغزل إلى الانتقاد والهجاء وغيره، ومن أشهر تلك القصائد قصيدة "دار الذي تهواه وأيضاً "من لحظك الفتان" و"غزلان في الوادي" وله غير ذلك أربع قصائد مُعَنْوَنة "يا مرحبا بالهاشمي" موضوعة على التوالي من الصفحة 47 وحتى 51 وفق الطبعة الثالثة.

### الطبيعة في أشعاره

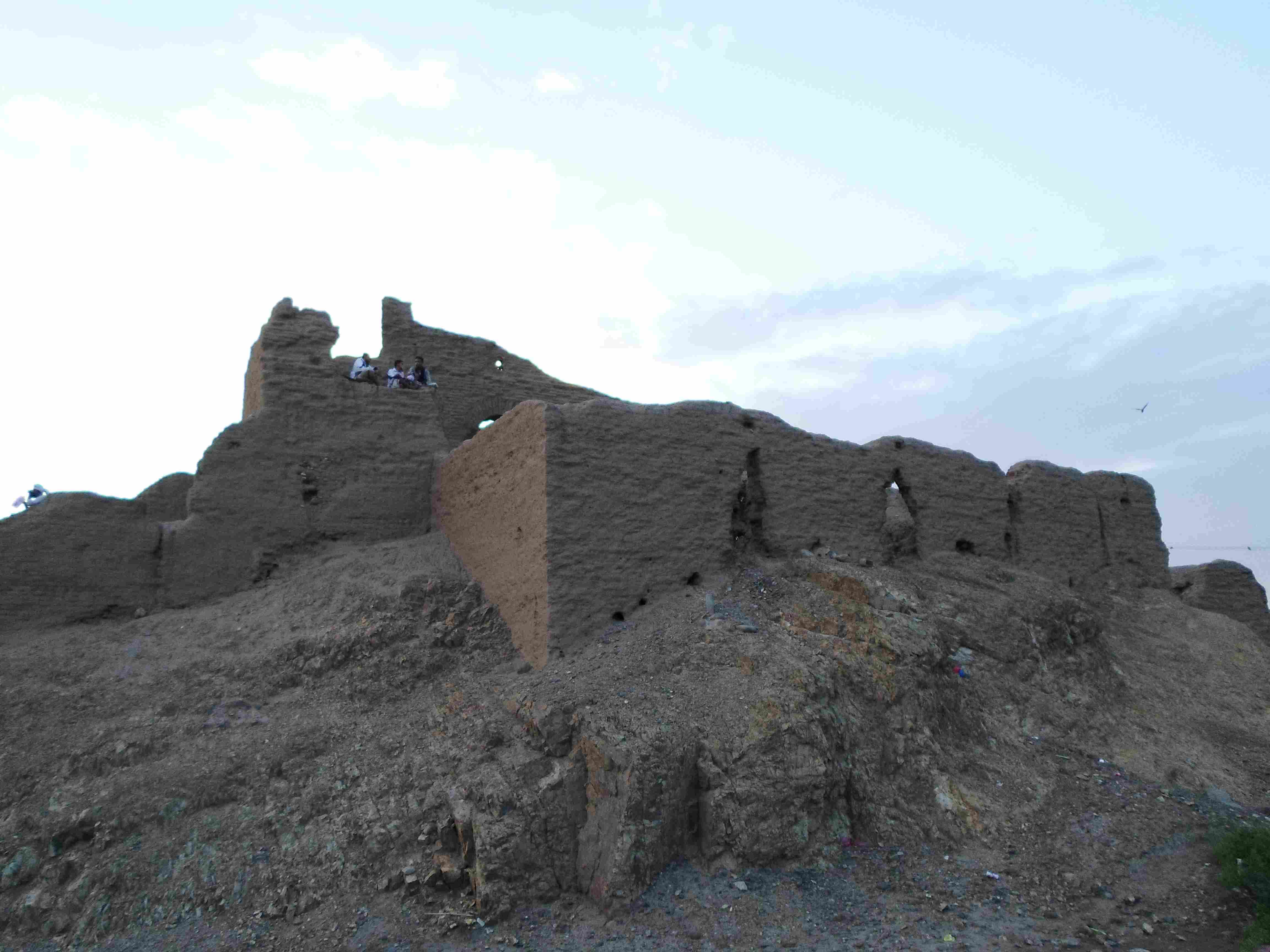
دار العرائس، على محاذاة مجرى وادي تبن، وبالقرب من بستان الحسيني الذي يملكه الشاعر

من المعروف عن الشاعر القمندان اهتمامه الكبير بالزراعة الذي يصل إلى حد العشق، وكان يقضي معظم أوقاته في الحقول في فترات الحصاد، حيث كان يعتزل مدينته في تلك المواسم ويغير مكان إقامته فيقيم في بستانه الحسيني، وبعد أن عمّر القمندان «دار العرايس» أصبح يمكث هناك معظم الأوقات في فترات الحصاد وخاصة بين ديسمبر ويناير، ويلقي هناك قصائده حيث يتحول الحصاد إلى مهرجان للفنون الشعبية. وبلغ تأثير الطبيعة في أشعار القمندان مبلغاً كبيراً، حيث أن معظم ألفاظه والصفات التي يلحقها بالمعشوق جاءت من خلفية زراعية، ولا تكاد تخلو قصيدة من قصائده من تلك الألفاظ. وكان للتغني بجمال الطبيعة النصيب الأكبر من أشعاره، وجزء كبير منها يتمحور حول بستانه الحسيني الذي كان يهتم به أشد الاهتمام وكان مصدر إلهام بالنسبة له، وأيضاً تكثر في قصائده الغزلية العاطفية التشبيهات بالفواكه والمحاصيل الزراعية. وربما من أشهر الأمثلة قصيدة له بعنوان «مليح يازين» قام بغنائها فضل محمد اللحجي ومن بعده الفنان اليمني فيصل علوي يقول فيها:
ومن قصائده الأخرى التي تحمل نفس الطابع هناك قصيدة تحمل عنوان «وسيم الخدود» يتغزل فيها بفتاة يانعة الصبا ويشبه جمالها وقوامها بالثمار الناضجة التي حان وقت حصادها والتلذذ بها. وفي قصيدة «محبة الحقل» التي كتبها بالعربية الفصيحة يتحدث فيها عن الاحتفالات التي تصاحب مواسم الحصاد ويعطي فيها وصفاً جميلاً للحقل. وأيضاً قصيدة «آن الحصاد» التي يمجد فيها الأرض والحصاد. ونجد أيضاً عدد آخر من القصائد الغنائية التي تحمل الطابع نفسه مثل: «آن الحصاد» «حالي واعنب رازقي» «بكير يا تين» «صادت عيون المها» «با تحمم على شاطئ البحيرة» «دام الهنا» «قفيت واناسع القامة ودمعي يسيل».

### العسكرة في أشعاره
للشاعر القمندان تاريخ طويل مع العسكرة يبدأ بتسلمه قيادة جيش عمه السلطان عندما كان يافعاً، ثم بعد دمار ذلك الجيش على أيدي العثمانيين خاض تجربته الثانية بتكوينه لجيش السلطنة بعد أن استعادت كيانها ليتسلم بذلك قيادته للمرة الثانية، وانتهت مسيرته العسكرية على يده عندما تخلى عن قيادة الجيش الوليد ليتفرغ للتأليف وقيادة الفرقة الموسيقية التي قام بتكوينها. وعلى الرغم من تخليه عن العسكرة، يبدو بأن تلك التجربة الحافلة تركت أثراً في نفسه وشعره، حيث تتكرر في قصائد القمندان إشارات عسكرية وعبارات ومصطلحات يمكن وصفها بأنها حربية، مثل الألقاب الرسمية أو العسكرية والأدوات الحربية وهي نابعة عن خبرته في الميادين الحربية فهو لم يدرس العلوم العسكرية. ولكن غالباً ما يتم توظيف تلك الألفاظ لغرض جمالي، عدا بعض القصائد التي يصف فيها حروبه مع العثمانيين والمعارك التي خاضها معهم وتضمنت هذه القصائد أنواعاً من التهديد والتحذير ويصور فيها معارك ستحصل إن تقدم العثمانيون نحوه. واستخدام القمندان للألفاظ العسكرية يتعدى القصائد الحربية العسكرية ليصل إلى القصائد التي تتصل بحياته الشخصية العاطفية. حيث يتكرر تشبيهَهُ للحب بأنه ساحة معركة يصور فيها المعشوق بأنه العدو، ولكنه في هذه المرة خاضع تائه منكسر أمام سلطة محبوبه التي ينقاد لها بتواضع تام، على عكس قصائده الحربية الحماسية التي نراه فيها واثقاً من النصر متفائلاً. ويستخدم الشاعر الألقاب والرتب العسكرية والرسمية ليصف بها محبوبه وعادة ما يكون هو في رتبة سفلى أدنى عن رتبة عشيقه فيعبر له عن الطاعة حيث لا يعصي له أمراً، ومن تلك الألقاب التي استخدمها: حاكم، بطل، شاه، سلطان، باشا، لورد، كسرى، دوق، فريق.
من الأمثلة على قصائد القمندان المرتبطة بالعسكرية قصيدة «طلبنا الله ذي يغفر ويرحم» التي قام بتألفها عندما تقدمت القوات العثمانية في عام 1333 هـ - الذي يوافق العام 1915 في التقويم الميلادي، وهي تعد أقدم قصيدة منسوبة إليه - تقدمت نحو حوطة لحج عاصمة السلطنة العبدلية، حيث لم يتوانى القمندان عن التشميت بالعثمانيون وإطلاق التحذيرات والتهديدات نحوهم ويطالب بالوقوف معه ضد الحملة العثمانية، ويبدأ بعد ذلك بتخيل وقائع المعارك حيث يصورهم وهم محاصرون من كافة الجهات. وجدير بالذكر استعمال القمندان في هذه القصيدة للفظة «شوافع» (شافعيون) في سياق طائفي غير معهود عنه، ووضعت عدة تفسيرات تحاول تبرير استخدامه لتلك الكلمة بعيداً عن الطائفية. وله قصيدة أخرى ألّفها في يونيو 1928 تحت عنوان «يا رسولي»، يذم فيها القصف الجوي للقوات البريطانية - المتحالف معها - للضالع بحجة إخراج الزيديون منها. وفي قصيدة «حيد ردفان» يهنئ الشاعر «الأمير نصر بن شايف» بالهزيمة التي ألحقها في صفوف القوات العثمانية ويشيد به لسيطرته على الضالع وإسترجاعها إلى سلطته. وللقمندان كذلك قصيدة بعنوان «الدعوة إلى التجنيد» كتبها بالعربية الفصيحة يدعو فيها مواطني لحج ووادي تبن لأداء الخدمة العسكرية في جيش السلطنة العبدلية الذي كان في بداية نشأته ويكتب في هذه القصيدة:
بينما كان الشاعر نازحاً في عدن بعد دخول العثمانيون لحج حدثت معركة كوت العمارة الثانية في فبراير 1917 في العراق في لواء العمارة خلال الحرب العالمية الأولى بين القوات البريطانية والعثمانية التي انتهت بهزيمة العثمانيين الذين كانوا يسيطرون قبل هذه المعركة على تلك المنطقة، وفي نفس شهر وقوع المعركة أطلق القمندان قصيدة «طلبنا الله ذي ينزل ويرفع» جواباً على قصيدة للشاعر عبد الله بن علي اليافعي يهنئ فيها أخي الشاعر على تولّيه الحكم، ويعتبر في تلك القصيدة المعركة حرباً بين الشعب العراقي والمحتل العثماني ويهنئ أعراب العراق بنصرهم ويصف البهجة والسرور على حسب قوله الذي شاع في كامل جنوب الجزيرة العربية، ومن ثم تنتقل القصيدة إلى وصف الهزائم التي أُلحقت في صفوف العثمانيون، وتضمنت كذلك تحذير مباشر لقائد القوات العثمانية في لحج «علي سعيد باشا» ويتوعده بالهزيمة ويحذره - بحسب قوله - من المصير المحتوم لكل محتل.

### الشعر السياسي والاجتماعي

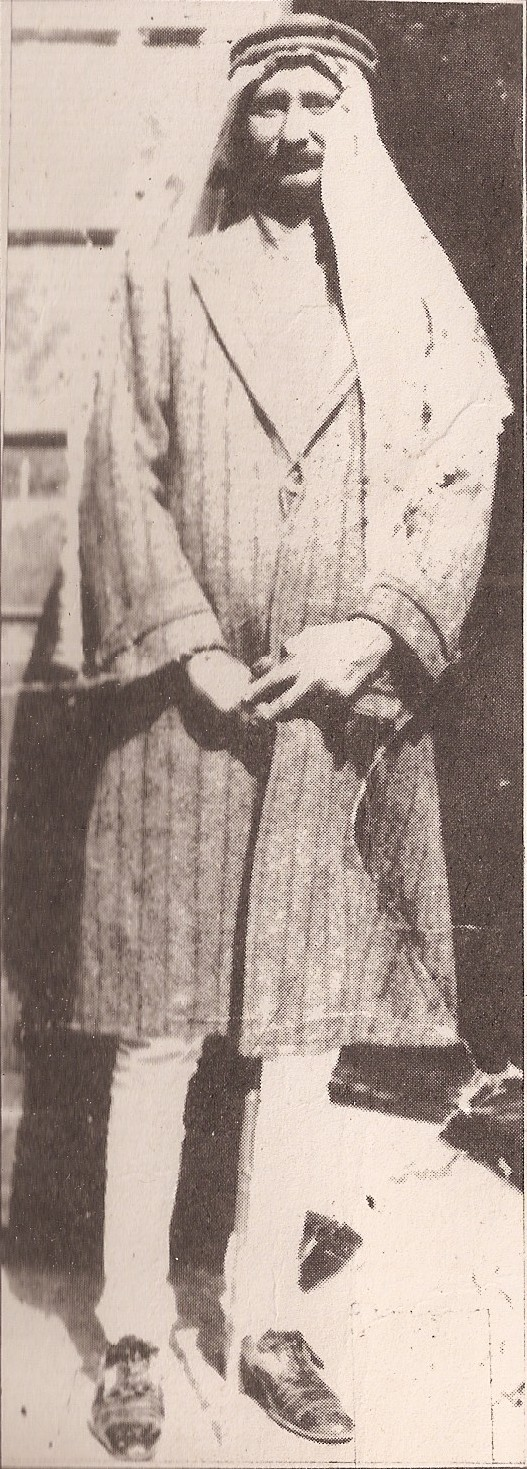

إلى جانب النزعة العسكرية في أشعار القمندان التي يمكن ملاحظتها بسهولة من خلال تصفح قصائده، فهناك أيضاً نوع من الشعر السياسي الاجتماعي الذي يستسقيه الشاعر من قضايا الشعب والرأي العام، ويوجد بصورة أقل وبحاجة إلى التدقيق لملاحظته. ويتمثل ذلك بنقد تصرفات المسؤولين والحكام في السلطة العبدلية وإهمالهم في الاهتمام بقضايا شعبية يجدها الشاعر مهمة، ومحاولة لفت اهتمامهم إلى تلك القضايا ودعوتهم للتخفيف من معانات المواطنين. إضافة إلى اشتمال عدد لا بأس به من قصائده على أبيات عن المصاعب التي يواجهها عامّة الشعب، وتصوير للعادات والتقاليد في المجتمع اللحجي، وحالة الفلاحين العاملين في الحقول وغيرها من المظاهر الشعبية في منطقة لحج. ومن الأمثلة عن ذلك القصيدة التي أطلقها في رجب من العام 1344 ما يوافق عام 1926 بسبب ارتفاع أسعار الأسماك وانعدامه في الأسواق، وأعطى للقصيدة العنوان «عندما عُدِمَ الصيد»، وكانت الأسماك وخاصة أسماك (العَيد) أحد الأطباق الرئيسية في المائدة اللحجية، حيث يستفسر في القصيدة عن تلك الأزمة، ويتسائل ساخراً ما إذا جفّ البحر أو أن الجراد هجم على الأسماك هناك. وله أيضاً قصيدة أخرى وضع لها العنوان «في قضية المواتر»، ألّفها في عام 1928 وأرسلها إلى عبد الكريم حسن العجمي الذي كان مقرّباً من أخيه السلطان عبد الكريم فضل، ينتقد في القصيدة إهمال الحكومة في الاهتمام بوسائل المواصلات ويلومهم على الطرق المدمرة وغير المسفلتة ويشجب أيضاً الضجيج الناتج عن هذه المركبات وينتقد بشكل لاذع عدم توحيد أجرة المواصلات بين العاملين في هذا المجال وتعرض السيارات للأعطاب بصورة متواصلة، وكان لهذه القصيدة قطعة شعرية مكمّلة لها ألّفها بعد مُضي عام واحد بالضبط من إنشاء القصيدة الأولى يتحدث فيها عن نفس القضايا وأعطى لها العنوان «تابع قضية المواتر»، وجاءت هاتان القصيدتان بعد أن ألغت الحكومة الترام الذي كان يصل بين مدينتي الحوطة والمعلا ويحمل الركّاب والبضائع بين المدينتين، واستبدلته بالسيارات وعلى الرغم من أنها تعتبر وسيلة أفضل وأكثر تطوراً من الترام القديم المهترئ، إلا أن سوء حالة الطرق الرملية الوعرة سبب الكثير من المعاناة للمواطنين، فأطلق القصيدتين يطالب فيها أخيه السلطان الذي كان وقتها يقضي إجازة في البصرة بإصلاح الطرق والاهتمام بالمواصلات.
وبشكل عام فإن روابط الشاعر بالمجتمع وعلاقته ومدى تورطه في السياسة والعسكرة في محل خلاف شديد بين الكتاب والباحثين اليمنيين المهتمين بالأغنية اللحجية، بلغ هذه الخلاف ذروته في عهد جمهورية اليمن الديمقراطية الشعبية وخفّ بصورة ملحوظة بعد تحقيق الوحدة اليمنية. وانقسم النقاد الذين عاينوا أشعار القمندان إلى مجموعتان الأولى يقودها الناقد والكاتب اليمني عمر عبد الله الجاوي ذي الخلفية اليسارية الماركسية الذي كان يرى أن القمندان لم يكن مركزه في السلطة المَلَكية العبدلية، وأنه سخَّر أشعاره لخدمة مصالح الشعب ووصفه بأنه أمير لا يمارس الأَمْيَرة ولكنه فضل إمارة من نوع آخر، وهي تربعه على عرش الطرب والغناء في لحج. وكان ينظر إليه على أنه شاعر بسيط يعشق الأرض والحقل. ويشاركه في هذا الرأي كتاب آخرون كان من ضمنهم فضل عوض عوزر الذي عرف القمندان شخصياً، وعيَّاش الشاطري الذي يعتقد بأن القمندان كان يعد نفسه كغيره من المواطنين ويعاني نفس معاناتهم ويعتبر القصائد التي ينتقد فيها ويطالب المسؤلين الحكوميين بتلبية مطالب الشعب دليلاً دامغاً على انفصاله من تلك الطبقة وعلى عدم امتلاكه سلطة فعلية مؤثرة. وفي الجانب الآخر هناك من يعارض الجاوي الرأي، وكان الدكتور أبو بكر السقاف قد خاض نقاشاً مع عمر الجاوي حول هذه المسألة فبينما هو يتفق معه حول شاعرية القمندان فهو لا يراه متحرراً من الهيمنة الاستعمارية البريطانية ويصفه بالرجعية ويقول بأنه كان منظراً في بلاط السلطنة العبدلية فيكتب «القمندان كان في مركزه، حياة مجتمعه السياسية، وإذا كان بلا شك مُجَدِّداً كبيراً في الشعر غير الفصيح وموسيقى الأغنية اللحجية، فإنه محافظ رجعي مرتبط بالسياسة البريطانية مثل أخيه الذي ينشط موسمياً كلما أرادت بريطانيا كما حدث في مفاوضات 1934 م التي جرت بين ممثلي بريطانيا والإمام يحيى». ويتحدث الشاعر اليمني عبد الله البردوني في كتابه «الثقافة والثورة في اليمن» عن القمندان، فيذكر أنه بعشقه للغناء والطرب كان متمرداً على أعراف الأسرة الحاكمة، حيث كان الغناء في ذلك المجتمع معيباً لفرد من تلك الطبقة، ويعقد مقارنة من حيث تمرّده على السلطة بينه وبين الأمير الشاعر علي يحيى حميد الدين الذي وقف بدون تردد أمام حكم أبيه الإمام المستبد في المملكة المتوكلية، وإنْ ذكر أيضاً بأن القمندان لم يتخذ موقفاً واضحاً من تجاوزات أسرته ولكنه يحسِبُ له معاشرته لعامة الشعب ومعاناته مما يعانون منه من مشاق الحياة اليوميّة، ولكنه يلاحظ أيضاً أنَّ القمندان كانت له اهتماماته السياسية إلى جانب اهتمامه الأكبر بالغناء والموسيقى.

### الوطنية في أشعاره

إبراهيم راسم. كاتب وأديب يمني من أصول تركية، عاصر القمندان وكان صديقاً مقرباً إليه. شاركه في قيادة فرقته الموسيقية، كما أنَّه هو الذي قام بتجميع وتوثيق قصائد القمندان، ومن ثم نشرها في 1938 تحت اسم الأغاني اللحجية.

حفيد القمندان محسن أحمد مهدي. وهو يتقدم فرقة ليغني إحدى الأغاني الشعبية

لعل أشهر القصائد الوطنية التي ألفها القمندان هي النشيد الوطني للسلطنة العبدلية الذي كتبه الشاعر بالعربية الفصيّحة تحت عنوان «نشيد محبّة الوطن» وقامت بغنائه فرقته الموسيقية العسكرية على ألحان قام هو بوضعها، في القصيدة التي تتألف من ثمانية أبيات يتحدث الشاعر بصيغة الجمع عن مواطني السلطنة العبدلية ليعبّر عن حبّه للحج وواديها تبن ورغبته في التضحية بروحه في سبيل الوطن الذي لا يقدّر بثمن، ولا ينسى الشاعر أخيه السلطان الذي يحيّيه في آخر أبيات القصيدة. وله قصيدة أخرى «الدعاء السلطاني العبدلي» وتسمى أيضاً «السلام السلطاني» يتغنى في بادئها بالسلطان اللحجي الذي هو بطبيعة الحال أحد أفراد أسرته، ولكن القصيدة أيضاً لا تخلو من الحس الوطني، حيث يتوجه إلى الله بالدعاء ليحفظ أمن السلطنة واستقلالها ويكتب لها «الخير الكثير» وأيضاً ليصلح حكامها و«يلهمهم الحكم السديد». وفي قصيدة «الدعوة إلى التجنيد» الحماسية الوطنية التي قام هو بتلحينها يحاول أن يشعل مشاعر الانتماء الوطني والمغالاة في تثمين الوطن بين الشباب في السلطنة، ويدعوهم لبذل أرواحهم من أجل الوطن والانضمام إلى الجيش الوطني الحديث التكوين للسلطنة العبدلية. وأيضاً قصيدة «طلعت أنوار لحج من عدن» التي ألّفها بمناسبة رجوع أخيه السلطان من رحلته إلى أوروبا، وتعدّ من أولى القصائد القومية اليمنية وتظهر وطنيّته واضحة في الأبيات، حيث يوجه كلماته إلى السلطان ويسائله، وفي نفس الوقت يعقد مقارنة من حيث الأوضاع الاجتماعية والتطور العلمي والفكري بين المناطق الأوروبية مثل سويسرا وبين اليمن، ويوجه بعد ذلك السؤال إلى السلطان ما إذا أخذ أو اقتبس شيئاً من نور العلم والثقافة في أوروبا ليمحو بها ظلام الجهل والتخلف في اليمن. ومن الملاحظ أن جميع القصائد التي كتبها القمندان ذات الطابع الوطني جميعها كانت مكتوبة بالعربية الفصيحة.
دائماً ما كان الانتماء الوطني للقمندان غير واضح من خلال أشعاره وفي محل خلاف بين الباحثين في سيرة حياته. فبينما يعتقد البعض أن القمندان كان متعصباً للحج والسلطنة العبدلية فهناك من يقول بأنه كان يؤمن بالوحدة اليمنية وآخرون يقرون بانتمائه للجنوب اليمني فقط بينما يذهب غيرهم للاعتقاد بأن القمندان كان له انتماء قومي عربي إلى جانب وحدويته. وهذا الاختلاف في الآراء مرده إلى التناقض في التصريحات في أشعاره. فمن الأدلة على عروبة القمندان مقال له تحت عنوان «أمير عربي يصف الجزيرة العربية» يشمت بها بما هو حسب اعتقاده الظلم الاجتماعي السائد في المناطق العربية في تلك الفترة، وكان القمندان متأثّراً بالتراث والثقافة العربية القديمة قبل الإسلام وبعده وخاصة فيما يتعلق بالأدب والشعر، وفي أشعاره كذلك ما يدل على قوميته العربية فإلى جانب القصيدة التي أطلقها بعد هزيمة العثمانيون في العراق وفيها يبتهل بالنصر ويهنئ العرب به، فدائماً ما يذكر في قصائده مختلف الأقطار العربية، ومن القصائد ما فيها دلالات واضحة على وعيه القومي العربي ومن ذلك قصيدة «الفقيد العظيم» التي ألفها في حفل تأبين الملك غازي بن فيصل ملك العراق فيقول:
ويقول كذلك في القصيدة ذاتها:
لا يوافق الجميع على هذا الرأي فعلى النقيض تماماً من هذا فهناك من يرى أن القمندان كان يتمتع بحس إقليمي جنوبي ويتجاوز البعض ذلك ليرى أنه كان متعصباً للسلطنة العبدلية ولأسرته الحاكمة. كان من ضمن هؤلاء الناقد اليمني عبد العزيز المقالح، ويوافقه في الرأي الكاتب اليمني أبو بكر السقاف الذي يعتقد أنه كان يسْخَر من الوحدة اليمنية في أشعاره، ويرى محمد عبد غانم في كتابه «شعر الغناء الصنعاني» أن القمندان كان يرفض الزيدية حتى في الفن، ويشاركهم الرأي في لحجية القمندان محمد مرشد ناجي. ومما يستدل به هؤلاء على انفصالية القمندان، أنه رجوعاً إلى زمن الشاعر في الثلاثينيات فإن الحس الوطني اليمني كان منعدماً بالكامل، بل حتى لم يكن في تلك الفترة انتماء ولو للجنوب العربي حيث لم تكن تتواجد سوى عدد من الدويلات والسلطنات والمشائخ المبعثرة. ويدعمون رأيهم بعدد من الأبيات يرون أنها تدل بصراحة على لحجية الشاعر، ومنها بيتين من قصيدته «البدرية» يرفض فيها حسب رأيهم النفوذ الصنعاني والزيدي حتى في الفن، حيث يقول:
ويقول كذلك في قصيدة «صادت عيون المها»:
على عكس التفسيرات السابقة فإن الكاتب اليمني «عمر الجاوي» يرى أنه لا يوجد في تلك الأبيات أي مساس بالوحدة اليمنية، وأنه مجرد تعصب طبيعي للفن اللحجي نابع عن رغبته في أن يتفوق على الفن الصنعاني، وأن الأبيات السابقة لا تدلّ بالضرورة على انفصالية القمندان أو تعصّبه للحج وطنياً. ويؤكد عيَّاش الشاطري على وحدوية القمندان وإنه وإن كان يتغنى بلحج وحقولها فذلك لأنها مسقط رأسه ولا ينفي ذلك انتمائه إلى اليمن، ويعزو كل تلك الإشارات التي تدل على انفصاليته إلى كراهيته وعداءه للنظام الإمامي الذي أدخل شمال اليمن في ظلمات الجهل والتخلف حسب رأيه. ولفضل عوض عوزر تفسير يختلف عن التفسيرات الأخرى التي تناولت البيت المستشهد به في قصيدة «صادت عيون المها»، فهو يعتقد بأن القمندان عندما نفى عن نفسه أن يكون صنعانياً أو أصفهانياً، فهو ينفي عن نفسه أن يكون إقليمياً أو طائفياً. فهو - بحسب رأيه - في هذا البيت يحارب القبلية والانتماء والتعصّب الإقليمي سواء لصنعاء أو لغيرها، ويؤكّد كذلك بأن الشاعر الأديب الذي زار الكثير من الأقطار العربية والتقى العديد من ادبائها ومفكريها وتأثّر بهم لا يمكن أن يكون طائفيّاً أو متعصّباً لإقليمه الصغير، ويؤكد كذلك على قوميته العربية إلى جانب وحدويته اليمنية الذي تدل عليها حسب رأيه شعوره بالأسف والألم في قصائده حول الواقع العربي المرير. وتوجد من الأبيات كذلك ما يدعم هذه الآراء والأقاويل ويؤيد القول بوحدوية القمندان، ومنها أبيات توجد في نفس القصيدة التي يُستدل ببعض مقاطعها على انفصالية الشاعر، ومن الأبيات التي تدل على الانتماء اليمني للشاعر أجزاء من قصيدة «طلعت أنوار لحج من عدن» التي ألقاها في 4 محرم 1343هـ بعد رجوع أخيه السلطان من رحلته إلى أوروبا حيث يكتب متسائلاً في تلك القصيدة موجهاً أبياته نحو أخيه السلطان:

### التفسيرات النقدية
معظم القصائد التي ألّفها القمندان لا تتعدى كونها أهازيج وقصائد غنائية بسيطة وأغانٍ شعبية تتغنى بالحقل وجمال الطبيعة، ولم توضع لها تفسيرات عميقة أو رمزية. وذلك عدا جزء صغير جداً من قصائده، ولعل أشهر هذه القصائد قصيدة «البدرية» المشهورة والبالغة التعقيد حسب نظرة البعض، ووضعت لها عدة تفسيرات متضاربة، وفي هذه القصيدة يتحدث الشاعر عن فتاة حسناء وهي تجوب عدة مواقع في محيط الشاعر من لحج إلى عدن، ويصفها وهي تحكم في المجراد وهي مدينة خور مكسر، ومن ثم ينتقل لوصفها وهي تسير على سطح البحار وتصبح ربّة أسطول، ومن ثم علم في رأسه نار، ويطلب بعد ذلك أن نسأل العالِمين في معرفة حقيقتها ونتركه هو المسكين الذي لا يعرف شيء. وضعت عدة تفسيرات تحاول أن تربط الفتاة بمعنى محدد، ومن تلك التفسيرات من تربطها بوطن وأخرى بإيديولوجية معينة. وفي الدراسة الضخمة حول التراث الشعبي في لحج التي وضعت بمناسبة «المؤتمر العام الأول للأدب والتراث الشعبي» في 1974 يؤكد واضعيها بأن القمندان إنما قصد بغادته الجميلة الاشتراكية العلمية والفكر اللينيني، حيث يُذكَر فيها: «وهنا يتغنى بالاشتراكية ويمثلها في غادة الجميلة، رغم الظروف الطبيعية ووضع العالم في الحرب العالمية الأولى التي اجتاحت الجنس البشري. وهنا، الشاعر يعبّر عما يجيش في نفس مجتمعه بطريقة عادية لا كأمير. ولكن بإحساس فرد من أفراد هذا الشعب ويصور غادته البدرية ويناشد اشتراكية الشعب في أسمى معانيها ويقول في بدريته التي يصور فيها الاشتراكية العلمية التي سُنّت من قبل الرفيق الراحل لينين...». ويذكر الشاعر القمندان قائد الثورة البلشفية فلاديمير لينين في أحد أبيات قصيدته البدرية، حيث يقول:
وبتروجراد هو الاسم الذي عُرفت به سان بطرسبورغ قبل الحرب العالمية الأولى. ولم يقبل بهذا التفسير بأي حال من الأحوال محمد مرشد ناجي، الذي وجد في إيمان القمندان بالاشتراكية العلمية أمراً غير معقولاًَ، ويستخدم نفس البرهان الذي استعمله لإثبات لحجية القمندان، فبرأيه فإن من المستحيل في ظل تلك الظروف رجوعاً إلى الثلاثينيات في اليمن أن يؤمن شخص ما مهما كان اطلاعه بمبادئ الاشتراكية العلمية، خاصة وأن القمندان بحسب رأيه لم يبلغ وعيه القومي مستوى الإيمان بوحدة اليمن فكيف له أن يكون شيوعياً. ويعتقد الكاتب والصحفي أحمد محمود السلامي أنّ الأدباء والشعراء في تلك الفترة أضفوا على الشاعر القمندان صفة الشيوعية إنما ليظهروه بصورة حسنة أمام شيوعيو الحزب الإشتراكي الحاكم في الجنوب اليمني آنذاك، وذلك ليزيلوا عنه السمعة السيئة باعتبار مركزه في المجتمع كأحد أفراد العائلة الملكية البائدة والطاغية، حتى يحصلوا على الإذن في نشر أعماله وحفظها من الضياع وعدم تعرض فنه للخطر. مبارك حسن الخليفة يكتب بأن القمندان إنما عنى بالبدرية اليمن بشماله وجنوبه، ويقول بأن في القصيدة من الإشارات ما يوحي بأنه يعني بالبدرية ما يعتبره الشاعر وطنه، لذلك فوضع احتمال أن تكون البدرية أيضاً لحج فقط لا اليمن بكامله.

### التأثير
ينحصر التأثير القويّ الحاضر والدور القيادي لأشعار وألحان القمندان على الفنانين والشعراء للأغنية اللحجية، وإن كان له تأثير ولكن ضعيف خارج نطاق الغناء اللحجي، حيث أنّ التجديدات التي قام بها في الأسلوب الشعري والغنائي تركت أثراً كبيراً دفع البعض للاعتقاد بأنه هو كان مؤسس الغناء اللحجي، حيث اتَّبع اسلوبه عدد ليس بقليل من الشعراء والملحنين والفنانين اللحجيين، والمدارس التي أنشأها لتعليم الموسيقى خلفت بعده جيل كامل من الأدباء والمغنيين حملوا بصمته وعلامات نبوغه، وكان من ضمن هؤلاء: أحمد صالح عيسى، أحمد عباد الحسيني، حمود صالح نعمان، سالم زين عدس، سالم علي حجيري، سيف أحمد صلّوح، صالح سعيد نصيب، الأمير صالح مهدي العبدلي الذي خلفه في قيادة جيش السلطنة، عبد الله سالم باجهل، عبد الله هادي سبيت، علي عوض مغلس، محمد سعد عبد الله، محمود علي السلامي، مهدي علي حمدون، ناصر أحمد عبد الله المكعبي، فيصل علوي، صلاح ناصر كرد، عباس الديلمي. ويحسب له كذلك فضله بإدخال بعض من الآلات الموسيقية على الغناء اللحجي كالعود الصنعاني، الذي أصبح عنصراً رئيسياً في ذلك الفنّ. وبعد وفاة القمندان وانطفاء شعلة إبداعاته في الأربعينيات، ظهر في الخمسينيات أسماء شعراء وفنانون يمكن اعتبارهم امتداد له، وجميعهم حملوا ألحانه وكلماته إلى الظهور مرة أخرى فحملوا تراثه ليصبح نوعاً غنائياً جديداً في اليمن وهم: عبد الله هادي سبيت، فضل محمد اللحجي، صلاح ناصر كرد. ولم يتوقف تأثيره عند الشعراء اللحجيون السابق ذكرهم، حيث انتشرت ألحانه وقصائده في أرجاء اليمن في فترة حياته، حتى وصولها إلى مسامع المهاجرون اليمنيون في إندونيسيا (معظمهم من أصول حضرمية) الذين أُعجبوا بالفنّ اللحجي الحديث، وصاغ شعرائهم الألحان والأغاني بناءً على النماذج التي وصلت إليهم، ولعل أشهر تلك القصائد «يقول بن هاشم بكت الأعيان دم» التي كتبها الشاعر الحضرمي «حداد بن حسن الكاف» أثناء اغترابه في إندونيسيا على ألحان قصيدة «من بعد ما سار الهلي قلبي تعب» للشاعر القمندان. وقد وصل تأثير ألحان وقصائد القمندان إلى منطقة الخليج العربي حديثاً، حيث كان لألحانه التراثية تأثير يمكن وصفه بالخفيف على الفن الخليجي، ومن الفنانين الذين تغنّوا بألحانه وقصائده عبد المحسن المهنا الذي أدّى أغنية «يا مُنْيتي يا سلا خاطري» بألحان اليمني طه فارع، وأيضاً الفنان إبراهيم حبيب الذي غنّى «غزلان في الوادي» كلمات وألحان القمندان.

### الانتقادات
في ثلاثينيات القرن العشرين عندما نشر القمندان ديوانه الوحيد «المصدر المفيد في غناء لحج الجديد» وكان في أوج شهرته في تلك الفترة، حيث كانت لقصائده شعبية كبيرة بين عامة الناس ومثقفيهم في عدن والمناطق المجاورة، غير أن قصائده حصدت كذلك ردود قاسية من عدة أطراف، حيث وقف أمامه عدد من علماء الدين الذين كانوا يرون في قصائده الغزلية دعوة لفعل المنكرات ويلاحظون في أشعاره دعوات صريحة لمعاقرة الخمور والابتعاد عن التدين، ومنهم من كان فقط يحرم الموسيقى والغناء بكل أنواعه. وقد نشر القمندان كتيب تحت عنوان «فصل الخطاب في إباحة العود الرباب» يدافع فيه عن نفسه وعن الموسيقى ويحاول أن يبرهن أن الغناء لم يكن قط خارج عن شرائع الإسلام. وقد خاض الشيخ «محمد سالم البيحاني» معركة دامية ضد أشعار القمندان تبادلوا فيها التهم فيما بينهم، من خلال نشر المقالات في صحيفة «فتاة الجزيرة» التي كانت تصدر في عدن. ولم يكن الانتقاد الذي تلقاه القمندان من علماء الدين هو الوحيد، حيث أن حركة التجديد التي قام بها في الغناء الشعبي التي تهدف إلى المزج بين الموروث والفلكلور الغنائي القديم وعناصر حديثة دخلت إلى منطقة لحج وعدن في عصر الشاعر، مثل دخول الآلات الوترية كالعود الصنعاني، قد واجهها البعض من التيارات الأدبية بقوة حيث كانت حركة التجديد التي قام بها الشاعر في نظرهم هي طمس وتحريف للتراث الغنائي وخروج عن أسس الغناء اللحجي. وذلك كان في بداية سطوع نجم القمندان أما اليوم فلا يكاد يشك أحد من المؤرخين للأغنية اللحجية فضل الشاعر على هذا الفن، ويكمن الاختلاف بين النقاد المعاصرون ما إذا كان القمندان هو مؤسس فن الغناء اللحجي الحديث أو مجدد كبير قدم للأغنية اللحجية الكثير. ودائماً ما يعاب شعر القمندان بالعربية الفصيحة على صياغته الركيكة للجمل، وكذلك على احتوائه على عدد ليس بقليل من الكلمات التي لها أصول من اللهجة العامية للشاعر. وأيضاً تنتقد قصائده لعدم التزامها بوزن محدد ووجود اختلال في الوزن فيها.
غالباً ما تتعرض قصائد القمندان العربية الفصيحة للانتقاد، إما بسبب ضعف المستوى أو بسبب وجود ألفاظ عاميّة ضمنها، حتى وإن لم توجد فيظلّ الأسلوب المتّبع أقرب إلى القصائد العامية منها إلى القصائد العربية الفصيحة. مما دفع الكاتب والناقد اليمني عبد العزيز المقالح لوصف القمندان انطلاقاً من هذه النقطة بأنه «شاعر عامي فحسب يحاول كتابة القصيدة الفصحى تقليداً أو نسخاً» ويكتب كذلك محمد مرشد ناجي في كتابه «الغناء اليمني القديم ومشاهيره» فيتحدث عن الشاعر بأنه «يكتب القصيدة الفصحى وكأنه يكتب القصيدة العامية، مع قدر من التفصح المثير للضحك لا السخرية». والشعر الفصيح للقمندان أقل شعبية وانتشاراًَ إذا ما قورن بقصائده العامية الحمينية التي لها نطاق أوسع وجمهور أكبر في اليمن وشبه الجزيرة العربية، وعادة ما يُقابل شعره الفصيح بالإهمال، وذلك عدا بعض القصائد المكتوبة بالعربية الفصيحة التي أصبحت لها شعبية كبيرة مثل قصيدة «محبة الحقل» و«النشيد الوطني للسلطنة العبدلية» إضافة إلى «السلام السلطاني».

## مؤلفاته

### المصدر المفيد

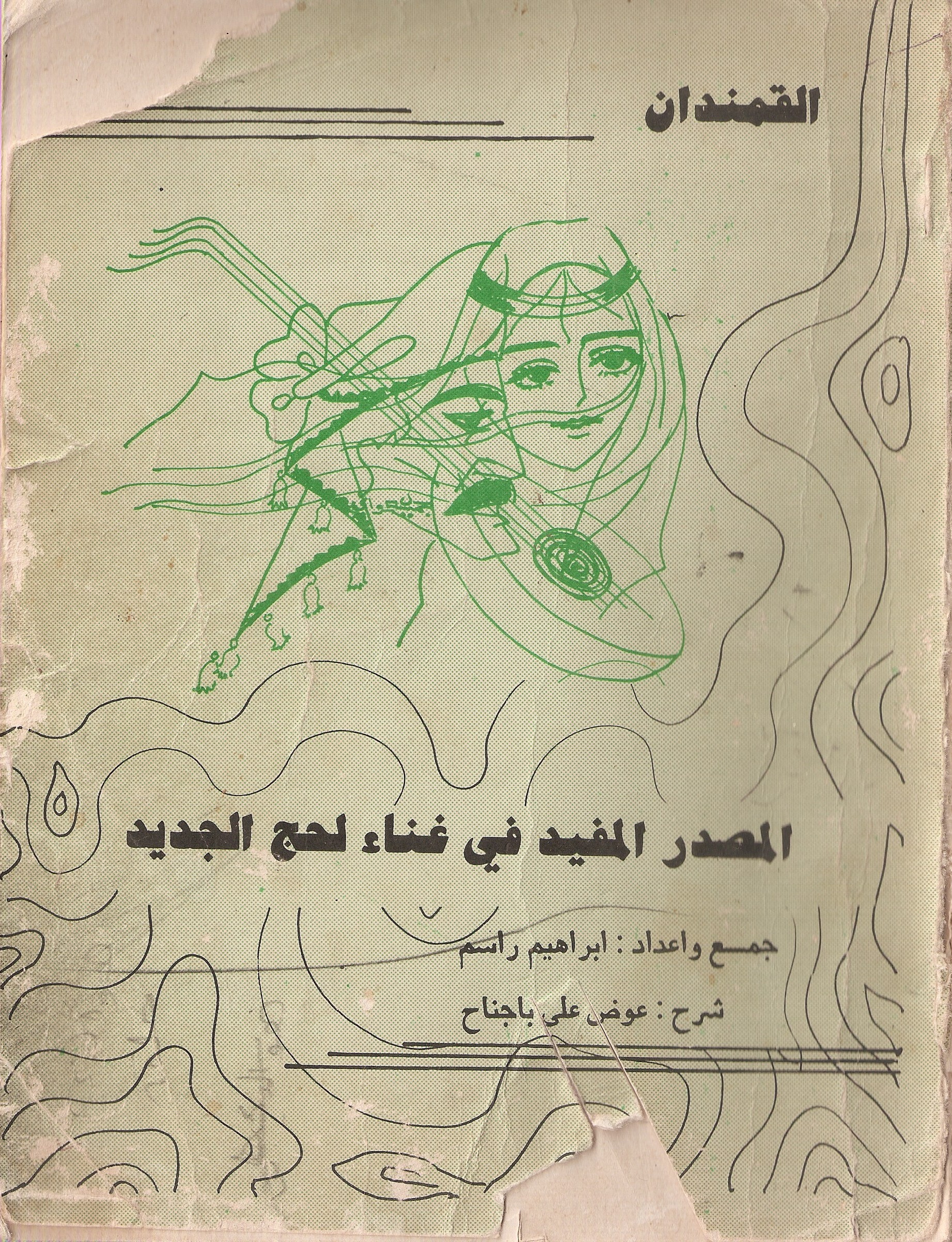
غلاف الطبعة الثانية من "المصدر المفيد في غناء لحج الجديد". نشر في 1983 في عدن صادر عن دار الهمداني

«المصدر المفيد في غناء لحج الجديد» هو عنوان ديوان الشعر الأول والوحيد لأحمد فضل القمندان، وهو يحتوي على معظم القصائد التي قام بتأليفها منذ بداية مسيرته الأدبية، ويبلغ عددها 87 قصيدة تتراوح أطوالها بين قصير وطويل قام بتجميعها ونشرها إبراهيم راسم، صديق الشاعر والقائد الثاني في فرقته. ومن هذه القائد ما هو مكتوب بلغة عربية فصيحة وعددها قليل مقارنة بما كتبها بلهجته العامية، والقصائد المكتوبة بالعربية الفصحية تشغل الصفحات من 14 وحتى الصفحة 19 من أصل 157 صفحة (وفقاً للطبعة الثانية-1983)، ويبلغ عددها 19 قصيدة. وعادة ما تقابل هذه القصائد بالإهمال وشعبيتها بسيطة إذا ما قورنت بقصائده الشعبية الحمينية والتي تشغل باقي الصفحات وعددها 68 قصيدة.
نُشر هذا الديوان للمرة الأولى في عام 1938 حيث صُدر عن مطبعة الهلال في عدن تحت مسمى «الأغاني اللحجية»، ثم قام بعد ذلك المؤلف بتنقيح وتوسيع الديوان بإضافة قصائد جديدة إليه ثم نُشر مرة أخرى صادر هذه المرة عن مطبعة فتاة الجزيرة في عدن أيضاً، وقام بتغيير عنوانه في الطبعة الثانية إلى «المصدر المفيد في غناء لحج الجديد». نشرت بعد ذلك عدة طبعات حديثة للديوان. كان أولها في عام 1983 عندما صدر في عدن عن دار الهمنداني قام بتحرير الديوان وأعده للنشر آنئذِ «عوض علي باجناح» واحتوت هذه الطبعة على 153 صفحة. ثم بعد ذلك نشرت الطبعة الثالثة من «المصدر المفيد في غناء لحج الجديد» في الشارقة في عام 1989 صدرت عن «دار الثقافة العربية للنشر والترجمة والتوزيع»، واعتمدت هذه الطبعة على جمع وإعداد «إبراهيم راسم» وتولى شرحه «عوض علي باجناح» وقام بمراجعته وتقديمه «خالد محمد القاسمي»، واحتوت هذه الطبعة على 176 من الصفحات. ومن ثم أُعيد نشر تلك الطبعة في عام 1993 صادرة عن دار الحداثة في بيروت. وفي عام 2006 صدرت الطبعة الرابعة من الديوان في صنعاء صادرة عن «مركز عبادي للدراسات والنشر» قام بتحريرها وإعدادها للنشر «إبراهيم راسم»، واحتوت هذه الطبعة على 238 صفحة.

### هدية الزمن

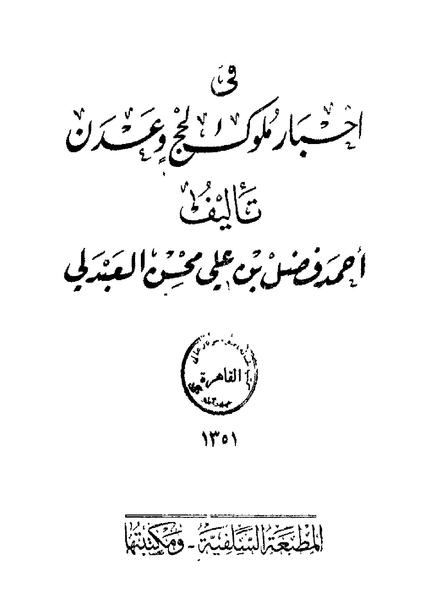
الصفحة الثالثة من الطبعة الأولى-1938 من "هدبة الزمن في أخبار ملوك لحج وعدن

«هدية الزمن في أخبار ملوك لحج وعدن» هو مؤلَّف سياسي تأريخي، يوثق فيه الكاتب الأحداث والأوضاع السياسية في اليمن، وخصوصاً الإمارات والسلطنات في الجنوب اليمني - بالتحديد لحج وعدن -، إبان الاستعمار البريطاني، ويسرد الكتاب أيضاً تاريخ عائلة القمندان الحاكمة (عائلة العبدلي) منذ العصور القديمة وحتى وفاة السلطان «علي بن أحمد بن علي محسن»، وسقوط السلطنة العبدلية بيد العثمانيون ودخول القوات العثمانية الحوطة عاصمتها، وجلاء العبادل إلى عدن. ويعدُّ الكتاب من أهم المصادر والوثائق التاريخية التي يُستَند عليها في البحث عن تاريخ لحج وعدن في الفترات التي تناولها العمل.
ويتناول الكتاب في فصوله الأولى تاريخ مدينتي لحج وعدن والقرى المحيطة بهما، والتاريخ الزراعي وادي تبن|لوادي تبن والحوطة. وصولاً إلى الفصل السادس، حيث يحاول الكاتب أن يعرض الأصول العرقية للقبائل الساكنة في لحج. وحتى الفصل الثاني عشر، يغطي الكتاب التاريخ اليمني بداية من الحضارات القديمة ومروراً بدخول الإسلام والوقوع تحت حكم الخلافة والدولة الصليحية واستقلال بنو رسول ونشوء الدولة الطاهرية والحكم العثماني وصولاً إلى الاحتلال البريطاني للجنوب اليمني. ومن ثم يتعمق في الحديث عن التاريخ السياسي والعسكري لمنطقتي لحج وعدن تحت حكم المحتل البريطاني، ويخصص ما تبقى من الكتاب من الفصل السادس عشر إلى التاسع عشر لتأثير الحرب العالمية الأولى على الأوضاع في اليمن، ويتحدث عن مهاجمة القوات العثمانية واحتلالها للحوطة ولجوء العائلة الحاكمة إلى البريطانيون في عدن وأخيراً انهزام العثمانيون في الحرب ورجوع العبادل إلى لحج.
تنوعت المصادر التي اعتمد عليها القمندان في تأليف هدية الزمن من مؤلفات إنجليزية لبعض المؤرخين والمستكشفين البريطانيين الذين تولّوا مناصب إدارية وعسكرية في عدن، وكذلك اعتمد على مراجع تؤرخ النظام الإمامي في شمال اليمن، إضافة إلى اطلاعه على وثائق أجداده. ولعلّ أهم المصادر الغربية التي رجع إليها القمندان أعمال المؤرخ الإنجليزي آر. إل. بلايفير، الذي عمل مساعداً للمندوب السامي في عدن وظلَّ فيها 18 عاماً تلقى الأخبار من كبار السن واطلع على الوثائق القديمة بحوزة حكام عدن، وخاصةً كتابه «تاريخ العربية السعيدة، أو اليمن» (A History Of Arabia Felix Or Yemen). وقرأ القمندان كتاب «ملوك العرب» (Kings of Arabia) للكولونيل هارولد جيكوب، وهو رجل سياسة بريطاني كان صديقاً للقمندان. واعتمد كذلك على المجلد التاسع من «مجموع المعاهدات، والارتباطات، والسندات، الخاصة بالهند، والبلدان المجاورة لها» الذي جمعها السكرتير الثاني لحكومة الهند السيد اتشسن. أما المصادر العربية فقد رجع إلى بعض مصادر تاريخ الإمامة في اليمن، وأيضاً رجع إلى الوثائق القديمة لأجداده التي كانت محفوظه لدى بعض العائلات في لحج.
يكتب القمندان في المقدمة أن الدافع وراء تأليفه للعمل أن هناك من يحاول أن يدسّ الأكاذيب في الوقائع التاريخية للمنطقة، فيحاول هو أن يرجع الأمور إلى نصابها ويصلح الأغلاط «الخفية والجلية». وتبرز انتقادات للقمندان بعدم الحيادية في سرده للوقائع، فهو حيناً يُكذِّب ما يمكن أن يعرِّض عائلته للإساءة، ويتجاهله في أحيان أخرى، لذا فهناك نوع من الحذر بين الباحثين من الأخذ بسرده للأحداث المتعلقة بعائلته. المخطوطة الأصلية للكتاب مكتوبة بخط يد منظم بالأحمر والأسود وحرص المؤلف على إضافة مخططات تبين تسلسل أفراد عائلته، وكان القمندان في الأساس لا يأمل في نشر الكتاب، فقد طلب طباعة نسخ معدودة لتوزيعها على أفراد عائلته فقط ولم يكن يفكر في تقديمه للنشر. يتألف الكتاب من فاتحة قصيرة تليها فصول الكتاب التسعة عشر ومن ثم ينتهي بالخاتمة.
نشر هذا الكتاب للمرة الأولى في عام 1351 في التقويم الهجري أي ما يوافق 1931 أو 1932 في التقويم الميلادي، حيث صدر في القاهرة عن دار «المطبعة السلفية ومكتبتها». صدرت الطبعة الثانية من الكتاب بعد ما يقارب خمسون عاماً في 1980 هذه المرة صدرت في بيروت عن دار العودة.
ومن ثم صدرت الطبعة الثالثة في عام 1997 في القاهرة نشرت بواسطة مكتبة الثقافة الدينية.
 ومن ثم في عام 2004 نشرت الطبعة الرابعة من «هدية الزمن» في صنعاء صادرة عن مكتبة الجيل الجديد، قام بتحقق النص وضبطه والتعليق عليه «أبو حسان خالد أبا زيد الأذرعي»، واحتوت هذه الطبعة على 362 من الصفحات.

### فصل الخطاب

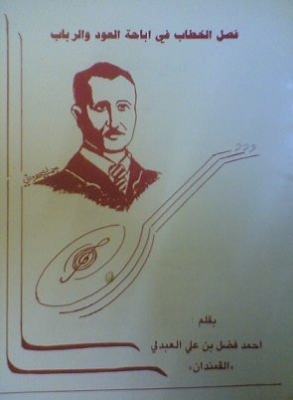
غلاف كتيب "فصل الخطاب في إباحة العود والرباب"

«فصل الخطاب في إباحة العود والرباب» كتيب صغير يردُّ فيه القمندان بحجج فقهية وعقلية على عدد من المقالات تحتوي على إشارات لتحريم الغناء والموسيقى نشرت في صحيفة «فتاة الجزيرة» التي كانت تصدر في عدن وكان القمندان يصدر فيها معظم قصائده ومقالاته، ويرد في ذلك الكتيب أيضاً على كتاب أُصدِرَ للفقيه الحضرمي «محسن بن محمد العطاس» تحت عنوان «رقية المصاب بالعود والرباب» يحرم فيه استخدام الآلات الموسيقية، ويرد فيه كذلك على عدد من الفتاوى التي أقرَّت بالمثل صدرت من علماء من الشطر الشمالي لليمن.
 ألَّف القمندان الكتيب ونشره في فترة الأربعينيات في عدن، وطبع الكتيب مرتان الأولى كانت في عام 1938 ومن ثم طُبع مرة أخرى في عام 1941. وفي تلك الفترة كانت قصائده الغنائية وألحانه منتشرة بشكل واسع ولاسيما في عدن وما جاورها وكان ديوانه الوحيد قد طُبع ولقي نجاحاً في الأسواق المحليّة فلم تكن عدن تحتاج إلى كتيب ليدافع عن الموسيقى، وجاء كتيبه هذا ليرد على عدد من الفتاوى التي أقرت بتحريم الغناء والموسيقى وبالتحديد تلك التي صدرت من علماء في الشطر الشمالي، إذ كان تحريم السماع سائداً هنالك في تلك الفترة في الأربعينيات تحت حكم الأئمة المستبد. ويعتقد البعض بأن القمندان إنما نشر كتيبه هذا ضمن سلسلة من الهجمات التي شنها ضد نظام الأئمة في الشمال الذي كان في صراع سياسي معه، منوهين أن لهذا الكتاب بعد سياسي عدا الديني، وعلى كل حال فإن الكتاب لم يلقى اهتماماً من العلماء في الشمال ولم يتطوع أحد منهم للرد عليه.
فيما يتعلق بالمسائل والحجج الفقهية والأحاديث التي يرى أنها تنص صراحة على جواز الاستماع أعتمد الشاعر على عدد من المصادر والكتب لفقهاء معروفين وأورد آراءهم، ولكنه اعتمد بشكل كبير على كتاب «نهاية الأرب في فنون الأدب» من تأليف شهاب الدين أحمد بن عبد الوهاب النويري وهو من فقهاء القرن الثامن الهجري واعتمد بشكل أساسي على السفر الرابع الذي يتحدث فيه النويري في حوالي 70 صفحة عن آراء الفقهاء حول مسألة الغناء ويذكر فيه أدلّة المحرمين والمبيحين وإن تحدث بشكل أكبر عن أدلة العلماء الذين يبيحون الغناء وسلك القمندان مسلكه في ذلك حيث أسهب في الحديث عن أدلة المبيحين ولم يورد الكثير من أدلة المحرمين واكتفى بالقول أن الأحاديث التي يستدلون بها موضوعة وليست صحيحة واستند في قوله هذا على آراء النويري، وغيره فقد أخذ عن الإمام الشوكاني في كتابه «نيل الأوطار» وبشكل خاص في «باب اللهو والدف» حيث أن جزء كبير من الكتاب هو عبارة عن اقتباس للشوكاني في كتابه مع إيجاز لآرائه، وأخذ كذلك من كتاب «أسباب النزول» من تأليف السيوطي، وأيضاً «العقد الفريد» لأبن عبد ربه. وإلى جانب إستشهاده بآراء علماء الدين يضيف القمندان أنه في عصرنا الحالي لم تصدر أي فتوى من جامع الأزهر أو غيره من الجامعات الإسلامية تحرم الغناء، بل ويذكر أن العديد من الشخصيات في الأزهر تحضر الكثير من الحفلات الرسمية التي يسمع فيها مختلف الآلات الموسيقية. وعلى الرغم من اعتماد الشاعر القمندان على الحجج الفقهية والأحاديث إلا أنه يعود ليذكر بأن لا حاجة للفقه في هذه المسألة، فهو ينكر الاعتماد على مصادر الفقه والأحاديث إذا ما خالفت العقل، حيث يورد في كتيبه:
وهذين البيتين السابقين جزء من قصيدة ألّفها الشاعر ووضعها في نهاية كتيبه، بالتحديد في الصفحة 15، ووضع لها العنوان «تشطير أبيات العود». في بداية القصيدة يتسائل الشاعر عن الذين حرّموا الغناء والموسيقى، ويجزم أن افتقادهم إلى الذوق والحس الجمالي هو الذي أعطى لهم المسوغات للتحريم وأوهمهم أن الغناء ليس من الدين، ويستنكر ذلك فيهم. ويذكرهم بأن الله هو الذي خلق الغناء وأباحه للخلق جميعاً، وليس فقط الإنسان، وأنّ الغناء مباح بين البشر منذ القدم منذ عهد داؤود وما قبله. ولكنّه بعد ذلك يعود ليذكر بأن الغناء ليس محرماً في حدِّ ذاته، ولكنّ اشتماله على أمور تخالف الشرع يجعله كذلك. وفي نهاية القصيدة يدعو إلى تحكيم العقل قبل الإقرار بالتحريم أو الإحلال للغناء أو غيره.
أستُقبل الكتيب استقبالاً جيداً وحظي باهتمام الباحثين الإسلاميين في عدن، وعلى الرغم من أن القمندان هاجم علماء الدين في الشطر الشمالي هجوماً صريحاً، إلا أن الرد عليه جاء بداية من عدن عندما نُشر كتيب موقع باسم «الشيخ الهندي» - وتظل هويته غير معروفة - يرد فيه مؤلفه على حجج القمندان في «فصل الخطاب»، ولم تصدر أي ردة فعل من علماء الأئمة. وإلى جانب هذا فقد حصد الكتاب ردوداً أخرى شعرية وذلك رداً على أبيات للقمندان ضمنها في كتيبه، أصدر تلك الأبيات الشاعر المعاصر للقمندان «عبد المجيد الأصنج» وأصدر كذلك أبيات أخرى يحاكي فيها وزن وقافية قصيدة القمندان «حالي واعنب رازقي» يدعو هذه المرة إلى التمسك بالأخلاق الحميدة وترك الخمور في إشارة منه إلى أن الغناء لطالما كان مصاحباً للسكر وفساد الأخلاق. وهذه القصيدة «حالي واعنب رازقي» قد أثارت ضجة كبيرة من قبل، إذ انتشرت كثيراً وذاع صيتها، وكان بعض علماء الدين يرون في هذه القصيدة دعوة صريحة لمعاقرة الخمر منهم «محمد سالم البيحاني» الذي شن حملة دامية ضد هذه القصيدة وكتب عدة مقالات في «فتاة الجزيرة» ينتقد فيها الشاعر القمندان ويوقع في نهاية كل مقال له بهذه الصورة «البيحاني، خريج جامع الأزهر»، فيرد عليه الشاعر بمقالات يوضح فيها أن قصائده لا تتضمن أي مما ذكر ويطبع توقيعه هو أيضاً بصورة ساخرة بقوله «أحمد فضل القمندان، خريج مسجد مساوى» (مسجد صغير في الحوطة). أورد القمندان هذا الخلاف في كتيبه «فصل الخطاب». وقصيدة الشيخ الشاعر عبد المجيد الأصنج الذي نظمها على وزن وقافية «حالي واعنب رازقي» ووضع لها العنوان «من للباب ذا المغلق»، قام بغنائها وتسجيلها الفنان عوض عبد الله المسلمي في عام 1950 بعد وفاة القمندان بسبع سنين.
أحد الأسباب الرئيسية التي أعطت للشاعر القمندان ثقافته الدينية التي ظهرت جليّاً في كتيبه «فصل الخطاب في إباحة العود والرباب» هو علاقة الصداقة التي ربطته بالشيخ أحمد محمد العبادي، وهو أحد شيوخ مدينة الحوطة وكان مجتهداً في إصدار فتاواه بالاعتماد على القرآن والسنّة النبوية، فقد كان من أهل السنة والجماعة وتأثر بأفكار ابن تيمية وكان يأخذ من أحكام المذاهب الأربعة وإن غلب عليه الميل نحو مذهب الإمام أحمد بن حنبل. كان العبادي يقيم في الحوطة مسقط رأس الشاعر، وساند هناك القمندان في محاربة الجهل وخرافات المشعوذين، وتقلّد فيها إدارة المدرسة المحسنية (مدرسة الثورة الابتدائية حاليّاً) وذلك قبل أن ينتقل إلى مدينة الشيخ عثمان حيث ترأس هناك «نادي الإصلاح» وأصبح إمام مسجد «الحاج زكريا». وقد كان القمندان يكثر من زيارته في مسكنه في الشيخ عثمان، حيث كان يتناول العديد من مؤلفات مكتبته التراثية. وكانت العلاقات نشيطة بينهما وامتدت إلى الشعر حيث خاض القمندان مساجلة شعرية معه بعد أن أهداه كتاب «تبليس إبليس» لإبن الجوزي.

### مؤلفات أخرى

فضل عوض عوزر. كاتب يمني من لحج، عاصر القمندان، ترأس تحرير صحيفة "صوت الشعب". يعد فضل عوض عوزر من أهم من كتب عن حياة القمندان وتناول أشعاره بالنقد والتحليل

عدا المؤلفات الثلاثة السالف ذكرها، فللكاتب القمندان عدد من المقالات القطع النثرية الأدبية الصغيرة. وله مقال بعنوان «العقائد الفاسدة» ويعنون كذلك «لمن النصر اليوم!؟ لسبول الذرة أم لطبول المجاذيب؟» وأحياناً تكتب «لمن النصر اليوم!؟ لسبولة البكر أم لطبول المجاذيب؟»، يعالج فيه ظاهرة اجتماعية انتشرت في تلك الفترة وهي إقبال النساء على الاحتفالات الشعبية النسوية بالعطل والمواليد وتجنبهنّ الذهاب للعمل إلى الحقل، يشجع في المقال المرأة على المشاركة في بناء المجتمع إلى جانب أخيها الرجل، ويشير إلى أهميّة حصولها على نفس حقوق وواجبات الرجل، ويدعوها إلى التحرر من الحجاب وعزلتها والبدء في العمل خاصة فيما يتعلق بالزراعة التي كانت مجال العمل الرئيسي في لحج في تلك الفترة. نشر هذا المقال في مقدمة ديوانه «المصدر المفيد غي غناء لحج الجديد»، ويتحدث فيه عن المرأة في حالتين: الأولى وهي في حالة السفور والاعتماد على النفس والعمل الإنتاجي المساهم في المجتمع، والحالة الأخرى وهي المرأة المحجبة وهي في حالة خمول واعتماد على الآخرين. ويناقش بعد ذلك النتائج المترتبة على كل حالة ومن ثم يخلص بالحجج والبراهين إلى انتصار المرأة السافرة النشيطة على المحجبة الخاملة ويصفها - السافرة - بالمرأة المناضلة ضد الجوع وأنها بطل من أبطال معركة الحياة، ويقول عنها «قد مزقت لك الطبيعة الحجاب بمسيس الضرورة والحاجة». وقد كان القمندان لا يؤمن بأن الحجاب هو من الشرع الإسلامي، ويعتقد بأن الإسلام فرض ذلك فقط على زوجات النبي محمد. واستغلّ هذا الموضوع ليهاجم في مقالته العقائد الدينية التي يصفها بالفاسدة، والتي يروّج لها الخطباء والشيوخ في المساجد، وقد يقصد بذلك دعوة بعض علماء الدين إلى زيارة أضرحة الأولياء وتقديم القرابين لهم.
وله أيضاً قطعة أدبية صغيرة بعنوان «الخزائن المطلمسة» نشرت للمرة الأولى في عام 1938 في الطبعة الأولى من ديوانه «المصدر المفيد في غناء لحج الجديد» والذي نشر في تلك السنة تحت عنوان «الأغاني اللحجية»، ويدعو في هذا المقال إلى التخلي عن خرافات الشعوذة والأكاذيب المنتشرة ومحاربة الجهل والبدء في الاعتماد على العقل والمنطق، ويذكر للقمندان مواقف أخرى غير هذه يدافع فيها عن العقل ويمجده ويدعو فيها إلى النهوض الفكري والتجدد الحضاري للمجتمع اليمني والعربي مما دفع البعض لوصفه بأنه صاحب فكر مستنير أو أنه امتداد للنهضة العربية التي حدثت في نهاية القرن التاسع عشر وبداية القرن العشرين في مصر وسوريا. والجدير بذكره أن المؤلف ينتقد علماء الدين الذين يدعون إلى تجنّب السحر والشعوذة، لاعتقاده بأنّ هذا الموقف يزيد من الإيمان بحقيقة إدّعاء المشعوذين، وبالتالي إقبال العامة عليهم بصورة أكبر من ذي قبل. وله كذلك مقال آخر تحت عنوان «وداع بيت على أكبار» يودع فيها الدار الذي استأجره من هندي في عدن، والذي استقر فيه بعد دخول القوات العثمانية لحوطة لحج ولجوء العبادل إلى حلفاءهم البريطانيون في عدن أثناء الحرب العالمية الأولى، وبعد خسارة العثمانيون في الحرب وانسحابهم من لحج يعود العبادل ومنهم الشاعر إلى موطنهم فيكتب القمندان هذا المقال في مناسبة رجوعه للحج يودع فيه البيت الذي ظل فيه طوال تلك الفترة التي بلغت أربع سنين وثلاثة أشهر وثمانية أيام.
وللشاعر أيضاً مقال آخر وضع له العنوان «أمير عربي يصف الجزيرة العربية» يندد فيه بالظلم الاجتماعي في البلاد العربية ويتوق لليوم الذي يرى فيه العرب في مكانة كريمة بين غيرهم من الأمم وهم يملكون أهم الحقوق الإنسانية كالتعليم والحرية. وله إلى جانب كل هذا مقال صغير يتحدث فيه بإيجاز عن حياته، ويورد مقتطفات منها. ووضع له العنوان «تاريخ حياتي» يتحدث في بدايته عن طفولته والتعليم الذي تلقاه في منزل والده وأيضاً من الشيوخ والمثقفين في مسقط رأسه الحوطة وأيضاً تدربه على الآلات الموسيقية، ومن ثم ينتقل للحديث عن تقلده قيادة الجيش والاجتياح العثماني للحج ولجوءه مع أسرته إلى عدن. وبعد ذلك يسهب في الحديث عن الرسائل التي تبادلها مع علي سعيد باشا وهو قائد القوات العثمانية في لحج. وبعد أن يتكلم عن رجوعه إلى لحج وبعده تخليه عن العسكرة يخصص ما تبقى من سيرته الذاتية الصغيرة للتكلم عن الفرقة الموسيقية التي أنشأها بنفسه.
في الفترة التي كان فيها الشاعر مسؤولاً عن بستان الحسيني، وكان يقضي معظم أوقاته هناك يشرف على الفلاحين في الحقل ويجري عليه التجارب لمكافحة الأضرار التي تصيب المحاصيل الزراعية واختبار مفعولية المبيدات السائلة، امتلك خلال تلك الفترة خبرة عملية في الأمور التي لها علاقة بالزراعة. إضافة إلى مطالعته لعدد من الكتب والمجلات المتصلة بذلك المجال. فقام بتدوين خلاصة معرفته الزراعية في مؤلف أُطلق عليه «التقويم الزراعي» يتحدث فيه عن المواسم الصحيحة لكل محصول نباتي تنتشر زراعته في منطقة الشاعر، ويحتوي على إرشادات تتعلق بالريّ والتقليم وتجنب الإصابة بالآفات الزراعية والأمور التي لها أهميّة للفلاح المحليّ فيما يتعلق بشئون الزراعة والبستنة. لم يطبع الكتاب ولم يطرح أبداً في الأسواق، وأُكتفي فقط بتدوينه بخطّ اليد على عدد من الأوراق وتداوله بين المزارعين المحليين وهذا ما أدّى في النهاية إلى فقدانه إلى الأبد. بما في ذلك المخطوطة الأساسية التي كانت موجودة مع ممتلكاته في منزله، وعندما ساءت حالته الصحية نُقل إلى قصر عائلته ونقلت معه ممتلكاته وفي خلال عملية النقل ضاعت المخطوطة جنباً إلى جنب مع أغراض أخرى للشاعر.
وكان القمندان قد نشر مقالاً في صحيفة فتاة الجزيرة التي تصدر في عدن في عددها الصادر في يوم الأحد 2 أغسطس من العام 1942، وكان عنوان المقال «حول «كشف النقاب»». وفيه يهاجم الفقيه العدني «محمد سالم البيحاني» الذي نشر مقالاً قبل ذلك يتهم فيه الشاعر بأنّه يدعو إلى السكر والسفور والانحطاط الأخلاقي في قصائده ومقالاته، وينفي القمندان تلك التهم عن نفسه ويؤكد بأن البيحاني افترى عليه الأكاذيب ليحطّ من سمعته ليظهر بصورة المدافع عن الدين في النقاشات التي قد خاضها الكاتبان من قبل في عدة قضايا كان من ضمنها ارتداء المرأة للنقاب والحجاب. وفي هذا المقال، يرد عليه الشاعر بنفس السلاح الذي استعمله، فهو يحاول أن يشوّه سمعته ويبين أن لا علاقة له بالفقه الإسلامي، وأنّه مجرّد متطفل على هذا العلم، وبعدها يحاول القمندان أن يحسّن صورته بذكر الإنجازات التي قام بها على الصعيد الاجتماعي.

## بعد الوفاة

### إعادة إحيائه

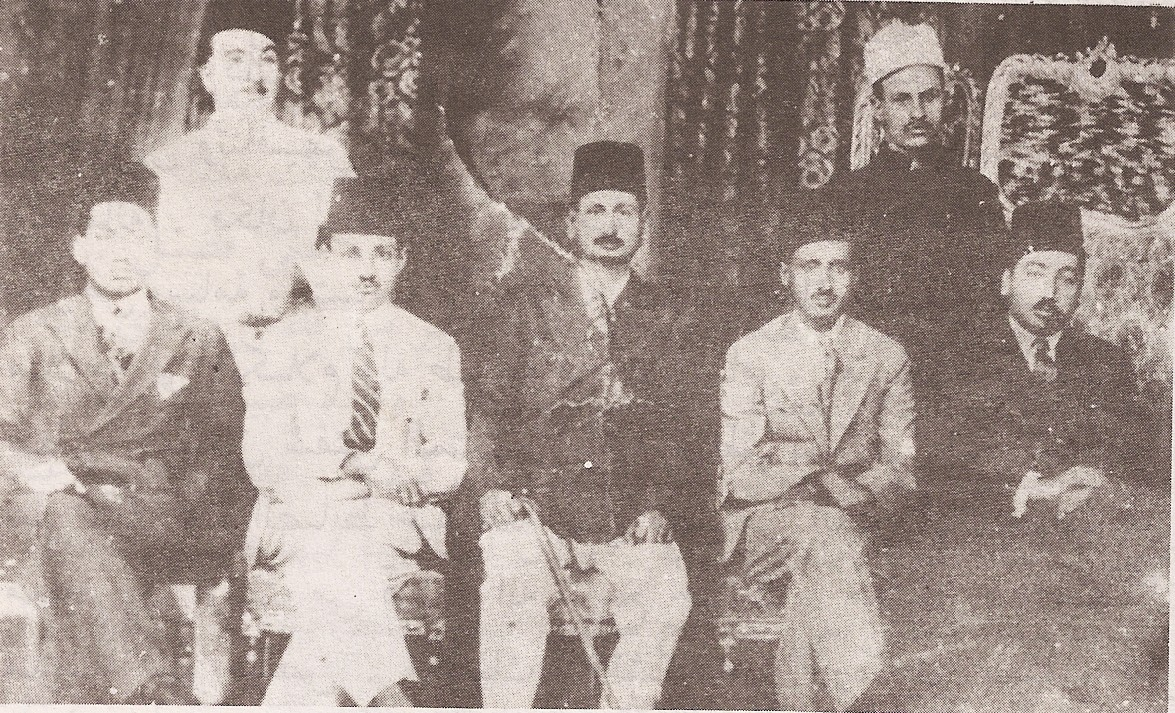
القمندان في المنتصف

في آخر سنين حياته انخفضت شعبية أشعار القمندان كثيراً، وقوبلت مؤلفاته بنوع من الإهمال، وفي هذا الشأن قام بتأليف قصيدة لم يضمنها في ديوانه الوحيد ووضع لها العنوان «ليه تنكروني من الدحقة ونا سير» (لماذا تنكرونني من أرضي وأنا أسير)، واستمرت حالة «النكران» هذه لشخص القمندان وقصائده ومؤلفاته حتى بعد وفاته، وذلك إلى أن أُعيد اكتشافه في السبعينيات على ألسنة عدد من الفنانين الذين وجدوا في قصائده كنزاً مخفياً وعلى يد عدد من الكتاب والأدباء والشعراء الذين سلطوا الضوء على أعمال القمندان الشعرية والنثرية. وكان منهم الأديب اليمني عمر الجاوي الذي نشر مقالاً في نوفمبر 1971 تحت عنوان «القمندان: الشاعر العاشق الفنان» في مجلة الفنوان في عددها الأول وكذلك نشره في مجلة الحكمة لسان حال اتحاد الأدباء والكتاب اليمنيين التي كان يرأس تحريرها. وعندما تولّى الجاوي منصب مدير عام إذاعة وتلفزيون عدن طالب بإنتاج مسلسل إذاعي يوثّق حياة الشاعر القمندان وفنّه، ونجح في ذلك حيث أُنتج عمل درامي إذاعي بدأ بثه في 20 أكتوبر 1971 إلى 19 نوفمبر من نفس العام من إذاعة عدن المركزية وأذيع مرة أخرى في مايو 1972، وضع للمسلسل العنوان «حلقات القمندان الرمضانية» وعُرِفَ كذلك باسم الشاعر «أحمد فضل القمندان»، تألّف البرنامج من ثلاثين حلقة قامت بإنتاجها فرقة مسرحية من لحج مسقط رأس الشاعر وقام بإخراج العمل المخرج محمد محمود السلامي وشارك في كتابته الأديب عبد الله هادي سبيت حيث ساهم في وضع مقدمة هذا العمل. وإلى جانب الاجتهاد الذي قام به عمر الجاوي فهناك عدد من الإشارات إلى شعر القمندان من قبل أدباء وشعراء محليين في تلك الفترة. وفي 1974 في المؤتمر الأول للأدب والتراث الشعبي تناولت الدراسة الضخمة التي قام بتأليفها عدد من أدباء لحج وشعرائها مقتطفات من حياة الشاعر وقصائده، ومن ثم تبع تلك المنشورات كتابات أخرى لنقاد وأدباء يمنيون من داخل لحج وخارجها. وقد كان أداء الفنان اللحجي فيصل علوي للكثير من قصائد الشاعر من الأسباب التي أعطت للقمندان شهرته الحالية، حيث قدّم قصائده لجمهور واسع في أرجاء اليمن والجزيرة العربية، ويعتقد البعض أنّه لولا فنّ فيصل علوي لما كسب الشاعر مكانته المعروفة ولما تعرفنا على إبداعاته، وأنّه بغنائه نجح في إحياء التراث القمنداني الذي بقي مندثراً لعقود. وفي 1980 أعادت وزارة الثقافة في جمهورية اليمن الديموقراطية الشعبية نشر «هدية الزمن في أخبار ملوك لحج وعدن» في بيروت، وبعدها بثلاث سنوات في 1983 نشر ديوانه في عدن صادر عن دار الهمداني.

### مهرجان القمندان
بعد ما يقارب 45 عاماً على وفاة القمندان، وفي الفترة ما بين 27 إلى 30 نوفمبر من العام 1988، أُقيم مهرجان في مدينة الحوطة يحي تراث القمندان ويحتفي بأشعاره، سُمي «مهرجان القمندان». وألقى فيه بعض من شعراء لحج قصائد يمدحونه فيها ويتذكرون آثاره وفضائله على الصعيد الاجتماعي والفني والزراعي، ويجتمع فيه عامة الناس للاحتفال بذكراه تحت وقع أغانيه وألحانه. وفي قاعات مغلقة، يقدم الباحثون المهتمون بالتراث القمنداني أوراق تتناول سيرته أو أشعاره، ومن ثم تعرض أبحاثهم للنقاش والنقد والتدارس. أُقيم المهرجان تحت رعاية وزارة الثقافة والإعلام في جمهورية اليمن الديمقراطية الشعبية، إضافة إلى الحزب الاشتراكي الحاكم آنئذٍ، واتحاد الأدباء والكتاب اليمنيين، ومجلس الشعب المحلي في محافظة تعز.
|  |  |

### اتهامات بانتهاك حقوقه الفكرية

اللقطة التي ينسب فيها القائمون على برنامج ذا فويس أغنية يا مُنيتي إلى الفنان الكويتي عبد المحسن المهنا، بينما تعود ألحانها وكلماتها إلى القمندان، وهو ما أدى إلى حالة استنكار من قبل الشعراء اليمنيين إضافة إلى القائمين على التراث الغانائي الشعبي في اليمن.

في 7 يونيو 2013 الجمعة عُرضت على الهواء في قنوات أم بي سي وفي إذاعة نجوم اف ام الحلقة 23 من الموسم الثاني من برنامج المسابقات الغنائي الشهير في العالم العربي «عرب آيدول»، وفي تلك الحلقة قامت إحدى المتسابقات وهي سلمى رشيد من المغرب بأداء أغنية «يا منيتي» والتي هي مأخوذة عن قصيدة للشاعر أحمد القمندان لم تضمّن في ديوانه. وعندما جاء دور الفنانة الكويتية أحلام - وهي أحد أعضاء لجنة التحكيم في المسابقة - لإبداء رأيها في أداء المتسابقة، قامت بما يمكن اعتباره سهواً بنسب الأغنية إلى الغناء الخليجي واعتبرت الأغنية رمزيّاً إحدى أغانيها الخاصة، هذه التصريحات من المغنية لقيت استنكاراً من بعض وسائل الإعلام الصحافية اليمنية ورأت فيها محاولة لسرقة الحقوق الفكرية للشاعر ونسبها إلى شخص آخر. وتضمن تعليق الفنانة تصريحات مثل: «أنا منذ ظهورك في البداية، عندما شاركتِ بأغنية خليجية «يا منيتي»، من أغنياتي وأعتبرها من أغنياتي لأنني أغنيها دائما وهي أغنية خليجية معروفة». أشار إلى هذه الحادثة ياسر الشوافي، الكاتب والصحفي لدى صحيفة الثورة اليمنية، حيث نشر مقالاً في اليوم التالي لبث الحلقة. وبعد ذلك تناولت مواقع صحفية يمنية أخرى الموضوع نفسه مثل الموقع الرسمي لصحيفة عدن الغد.
وقبل ذلك فقد تعرضت نفس الأغنية للشاعر لحادثة مشابهة، هذه المرّة في برنامج «ذا فويس»، وبالتحديد في الحلقة العاشرة من الموسم الأول التي عُرضت على قنوات أم بي سي في 16 نوفمبر من العام 2012. حيث أدّى أحد المتسابقين في البرنامج «آلاء أحمد» من السعودية أغنية «يا منيتي»، وفي نفس الوقت ظهر على الشاشة ما ينسب الأغنية إلى الفنان الكويتي «عبد المحسن المهنا»، بينما يُرجع الكثيرون كلمات وألحان القصيدة إلى الشاعر القمندان. وهو ما عدّه البعض انتهاكاً للحقوق الفكرية للشاعر، ووصل بعضهم إلى المطالبة بمقاضاة برنامج ذا فويس ومجموعة ام بي سي لإهمالها في التحقق من الحقوق الفكرية للأغنية قبل البث ومنهم الفنان فؤاد الشرجبي الذي يدير البيت اليمني للموسيقى. وعدا هذه الحادثة فتوجّه بعض الاتهامات المتسامحة إلى مجموعة غير محددة من الفنانين والملحّنين اللحجيين بتعديل وتغيير وأحياناً تشويه ألحان أحمد فضل القمندان لا قصائده، وعادة ما يطرح هؤلاء الفنانون ألحانهم المعدّلة عن ألحان الشاعر بصفتها نوع من التجديد، وهو ما يلقى معارضة شديدة من قبل البعض.
عندما غنَّى أبو بكر سالم بلفقيه قصيدة «صادت عيون المها»، قام بتحريف كلمة «اللحجي» في البيت الرابع إلى «خَلِّي»، وذلك بعدما فسَّرَ البعض البيت أنَّه يشجع على الانفصالية. وهو عدَّه البعض تعدياً على كلمات الشاعر.

## قصائد عنه
| قصائد يتمحور موضوعها حول أحمد فضل القمندان |                             |                      |                             |                                                               |
| القصيدة                                    | نصّ                          | المؤلف               | تاريخ الإنشاء/الإلقاء/النشر | ملاحظات                                                       |
| "بدون عنوان"                               | ويكي مصدر (غير متوفر حالياً) | أبوبكر بن شهاب الدين | 1320 في التاريخ الهجري      |                                                               |
| يا أيها الغريدا                            | ويكي مصدر                   | علي محمد لقمان       | 1938                        | نشرت في مقدمة ديوان الشاعر "المصدر المفيد في غناء لحج الجديد" |
| "بدون عنوان"                               | ويكي مصدر                   | صالح الفقيه          | 1938                        | نشرت في مقدمة ديوان الشاعر "المصدر المفيد في غناء لحج الجديد" |